# Adolph Saurer AG

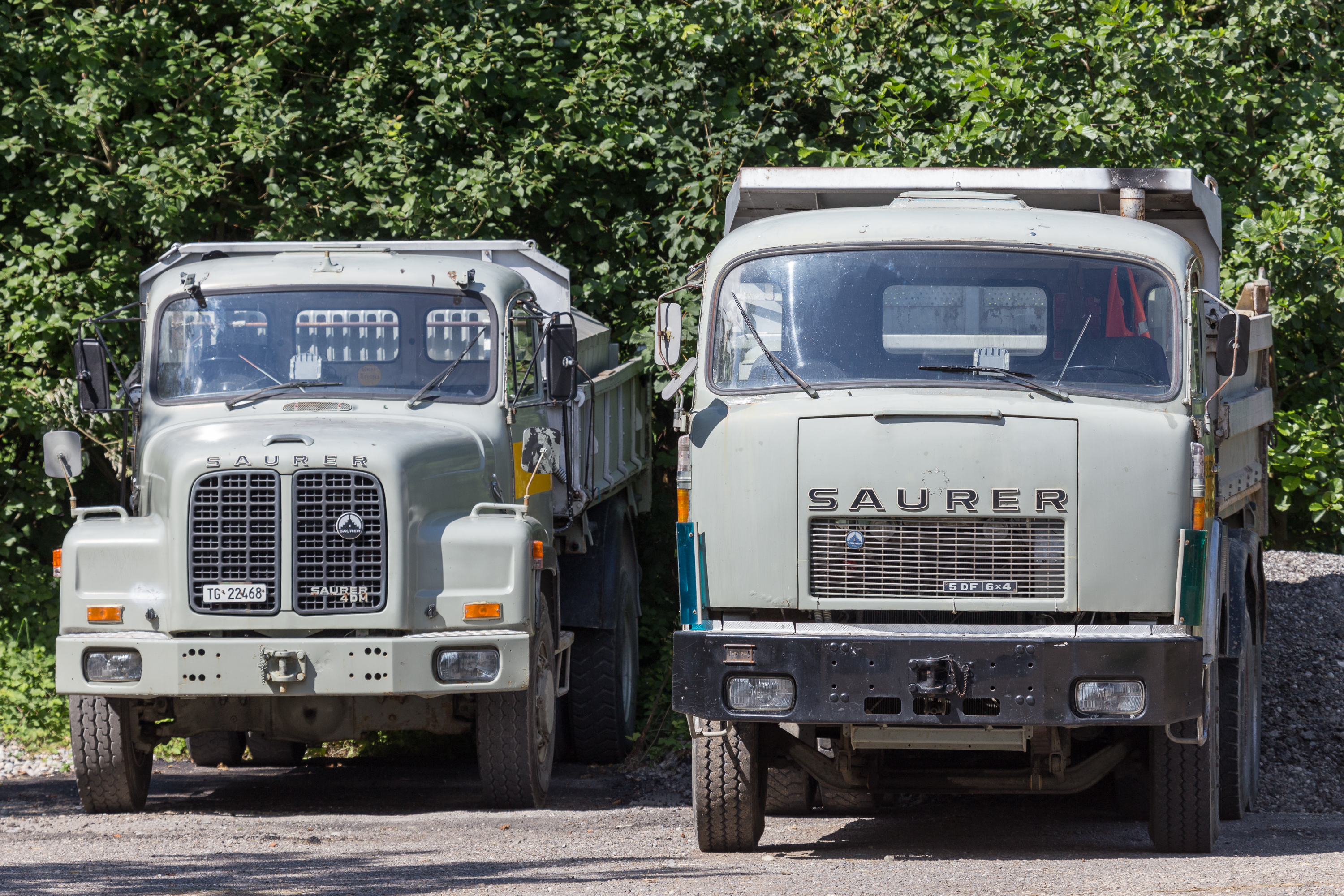
Saurer D330N und 5DF 6x4

Aktie über 500 Franken der AG Adolph Saurer vom 19. März 1920

Die Saurer Intelligent Technology AG, ehemals Adolph Saurer AG, ist ein 1853 gegründeter Schweizer Hersteller von Textilmaschinen und Fahrzeuggetrieben mit Sitz in Arbon. Saurer war zwischen den 1920er- und 1980er-Jahren vor allem für die Produktion von Textilmaschinen und Nutzfahrzeugen, insbesondere Lastwagen, Autobussen, Trolleybussen und Militärfahrzeugen, bekannt. Die Geschichte der Firma ist von vielen Wechseln geprägt, es gibt keine kontinuierliche Entwicklung vom "Ostschweizer Kleinbetrieb zum internationalen Technologiekonzern".
Seit 2013 gehört Saurer zur chinesischen Jinsheng-Gruppe.

## Geschichte
Das Unternehmen wurde 1853 von Franz Saurer als Eisengiesserei für Haushaltswaren in St. Gallen gegründet. Nach dem Umzug nach Arbon im Kanton Thurgau begann ab 1869 die Produktion von Stickmaschinen. Ab 1877 ergänzte Franz Saurers Bruder Hippolyt als Kaufmann das Unternehmen. Unter Adolph Saurer entwickelte sich Saurer zum grössten Einzelunternehmen der Schweiz. 1913 verkaufte Karl Bleidorn seine von ihm 1891 übernommene kleine Maschinenfabrik in Arbon, die er durch die Produktion von Handstick-, Fädel- und Nachstickmaschinen sowie Flügelpumpen zur Blüte führte, an Adolph Saurer. Das Aktienkapital der 1919/20 gegründeten Aktiengesellschaft Adolph Saurer Arbon betrug 30 Millionen Franken.
Der Personalbestand im Stammhaus Arbon ist ein Spiegel von Erfolgen und Rückschlägen der dominierenden Maschinenfabrik der Nordostschweiz: Die Zahl der Beschäftigten verzeichnete von 1890 (264) bis 1920 (2918) eine starke Zunahme, sank 1922 (908) abrupt, erholte sich bis 1936 (1953), blieb ab 1937 (2414) bis 1950 (2865) relativ konstant und erreichte 1963 (4513) die grösste Mitarbeiterzahl. Als Gründe für die vorläufig relativ konstante Personalentwicklung nach 1937 werden das Ende der Weltwirtschaftskrise, das Friedensabkommen sowie die Rüstungsaufträge des Bundes angesehen. Der Zweite Weltkrieg hatte dann einen massiven Einbruch beim Auslandsgeschäft gebracht: Von den 1940 bis 1944 gefertigten 3235 Lastwagen konnten nur 234 ins Ausland verkauft werden, davon elf nach Deutschland.

### Personenwagen

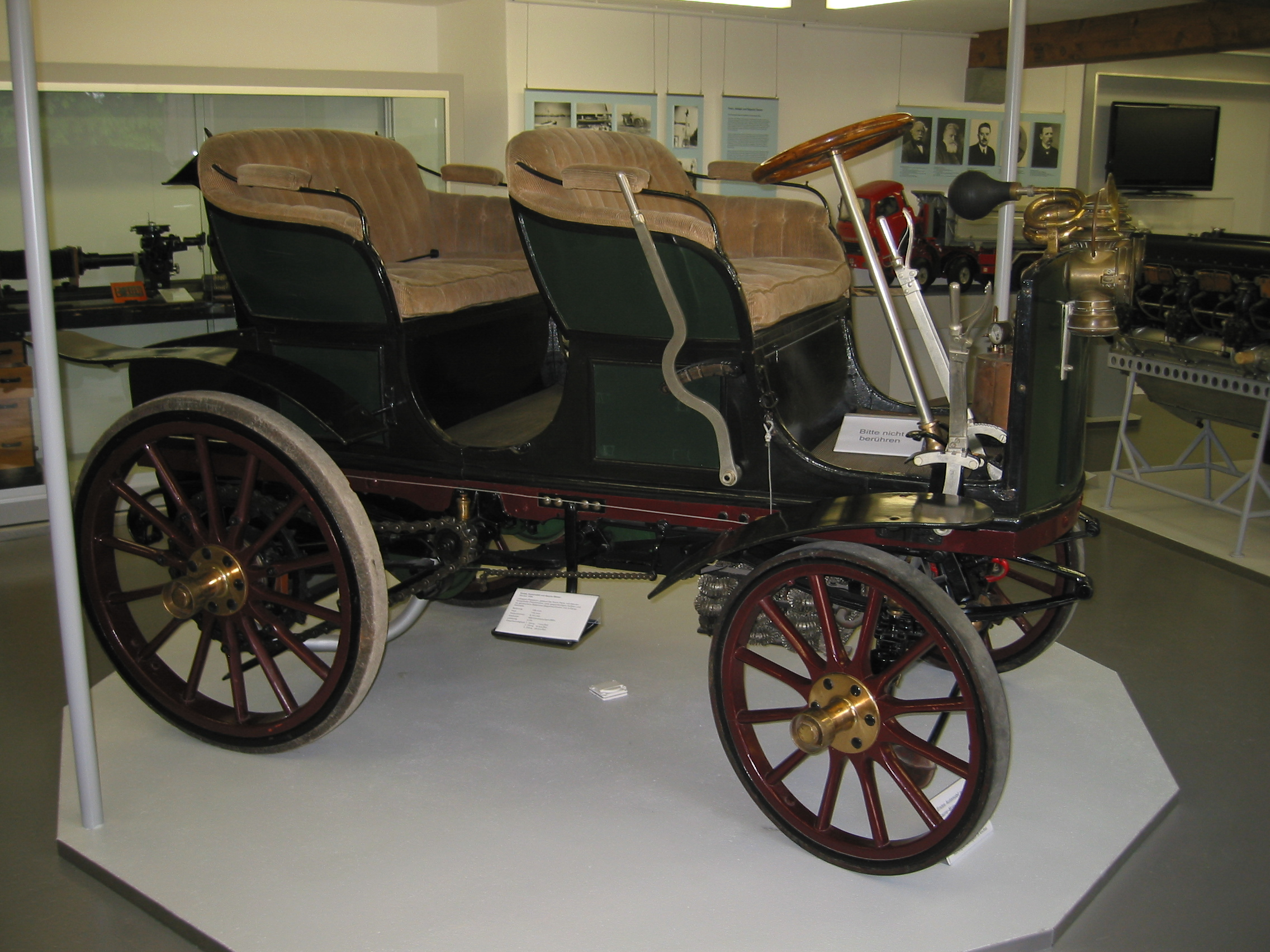
Dieses Koch-Doppelphaeton von 1898 ist eine in Lizenz nachgebaute Version des ersten Saurer-Personenwagens

Saurer stieg auch in die Produktion von mit Petroleum betriebenen Verbrennungsmotoren ein, die ab 1896 an Hersteller von Strassenfahrzeugen verkauft wurden. Wahrscheinlich auf Hippolyts Betreiben begann ab 1897 die Herstellung von eigenen Automobilen. Das erste Modell war ein viersitziges Doppelphaeton mit einem Einzylinder-Gegenkolbenmotor von 6 PS (etwa 4,5 kW) Leistung im Heck. Der Antrieb erfolgte mittels Doppelketten auf beide Hinterräder. Das Fahrzeug hatte zunächst einen Lenkhebel als Steuer; bereits 1898 erhielt es ein Lenkrad. An diesem Automobil zeigte der französische Hersteller Société des Automobiles Koch Frères Interesse. Bereits ab 1898 entstand eine grössere Anzahl dieser Fahrzeuge in Paris unter Lizenz. Hauptsächlich die französische Armee und die Kolonialverwaltung waren Abnehmer. Zumindest die Version von Koch lief mit Schweröl.

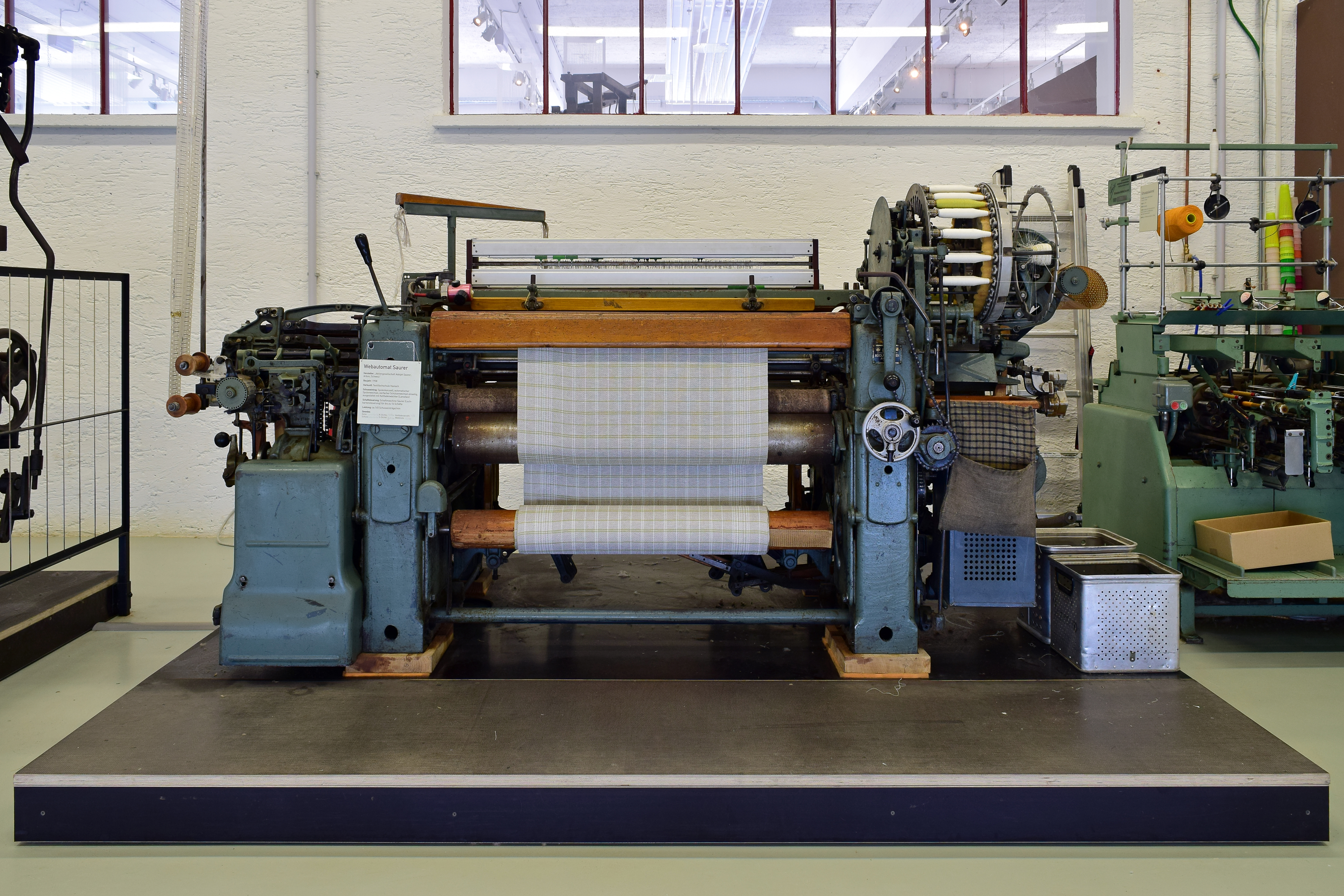
Webautomat Saurer von 1958

1902 erschien mit dem Saurer Typ 24/30 PS ein Nachfolger mit vorn eingebautem Vierzylinder-T-Kopf-Motor, Vierganggetriebe und Kettenantrieb. Dieses Modell wurde zum Typ 30/35 PS mit 5,3 Liter Hubraum weiterentwickelt, ergänzt durch den noch grösseren Typ 50/60 PS mit 9,2 Liter. Die meisten dieser Fahrzeuge wurden bei C. & R. Geissberger in Zürich als Tourenwagen oder Chauffeur-Limousinen karossiert.
Bereits 1908 entstand bei Saurer ein Dieselmotor, an dem Rudolf Diesel selbst mitgearbeitet hat. Der Einbau in ein Fahrzeug gelang damals allerdings noch nicht.

### Nutzfahrzeuge

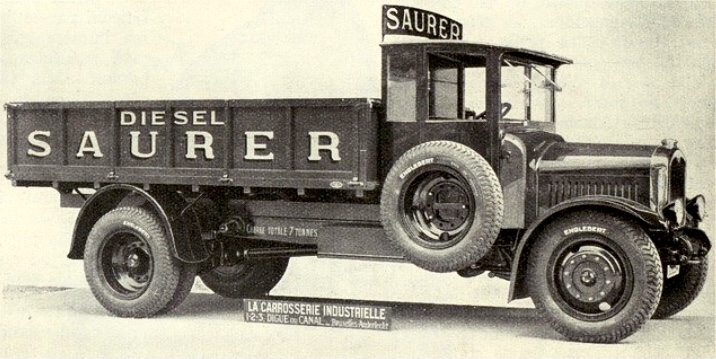
Saurer 6 A.D.D.

1903 begann die Herstellung von Nutzfahrzeugen, die bald einen ausgezeichneten Ruf genossen. Dieser Erfolg führte dazu, dass sich das Unternehmen nach 1914 ganz auf diesen Bereich konzentrierte. Saurer fertigte neben Lastwagen auch Autobusse, die in der gesamten Schweiz weite Verbreitung fanden. Der Motor des Autobusses von 1910 hatte 5322 cm³ aus einer Bohrung von 110 mm und 140 mm Hub. Die Motorleistung lag bei 30 PS bei 1000/min. Im Ersten Weltkrieg baute Saurer zudem Flugzeugtriebwerke.
In relativ kurzer Zeit avancierte Saurer aufgrund diverser Innovationen zu einem Fahrzeughersteller von Weltruf, und so wurden auch in einigen Ländern Saurer-Lastwagen in Lizenz hergestellt: In Österreich (Österreichische Saurerwerke), Frankreich (Saurer France), Jugoslawien (FAP), Grossbritannien (Armstrong Saurer) und den USA (Saurer Motor Company). Der Betrieb in den USA fusionierte 1911 mit der Mack Brothers Company. Im Jahr 1918 wurden 261 Lastwagen hergestellt.
Saurer vergab auch zahlreiche Lizenzen zum Bau von Dieselmotoren, so zum Beispiel in den 1920er-Jahren an den seit den 1960er-Jahren zum Fiat-Konzern gehörenden italienischen Fahrzeughersteller OM in Mailand.
1928 erschien der erste wirklich brauchbare Diesel-Lastwagen auf dem Markt, für den Saurer anfänglich auf das Acro-Luftspeicherverfahren nach Franz Lang zurückgriff und bis 1934 zum Saurer-Kreuzstromverfahren zur direkten Treibstoffeinspritzung weiterentwickelte, ergänzt durch eine spezielle Verwirbelung der Verbrennungsluft. Darauf erhielt Saurer 1936 ein Patent.
1929 wurde Saurer Mehrheitspartner bei Berna, dem zweiten grossen Nutzfahrzeughersteller der Schweiz, wobei die beiden Marken ab den 1970er-Jahren weitgehend baugleiche Fahrzeuge anboten, die praktisch nur noch am Namen zu unterscheiden waren. Saurer war in dieser Zeit weltweit mitführend bei der Dieselmotoren-Entwicklung und blieb dies noch bis weit in die 1980er-Jahre hinein. Noch in den 1920er-Jahren entstanden auch die ersten Saurer-Feuerwehrfahrzeuge.
Ab den 1930er-Jahren war Saurer der bedeutendste Hersteller von mittleren und schweren Lastwagen in der Schweiz, so dass diese im Schweizer Strassenbild in allen möglichen Varianten noch bis in die 1990er-Jahre gegenwärtig waren. Während des Zweiten Weltkriegs baute Saurer zahlreiche Militärfahrzeuge für die Schweizer Armee.
In der unmittelbaren Nachkriegszeit, im Jahr 1947, baute Saurer in geringer Stückzahl auch einen flüssiggekühlten V12-Flugmotor mit stehenden Zylindern vom Typ Saurer YS 3, der für den bei den Schweizer Dornier-Werken in Altenrhein entwickelten Jagdbomber Dornier D-3803 bestimmt war. Da es jedoch Probleme mit dem neuen Flugzeug gab (eine Parallel-Entwicklung zur Dornier D-3802, ihrerseits aus der französischen Morane-Saulnier MS.406 abgeleitet), wurde es nicht zur Serienreife entwickelt und die noch in der Entstehung begriffene Flugmotorenproduktion wieder beendet.
Unterdessen ging das noch in den 1950er-Jahren erfolgreiche Exportgeschäft mit den Lastkraftwagen und Autobussen zurück, so dass das Unternehmen auch die Herstellung von Dieselmotoren für Triebwagen und Schiffe aufnahm und sich im Nutzfahrzeugbereich noch stärker am Schweizer Markt orientierte. Saurer-Lastwagen mit besonders hoher Nutzlast für den Schweizer Markt verfügten ab den 1960er-Jahren dabei häufig (ähnlich wie zeitgenössische Lastwagen anderer Herkunft) über heute noch gebräuchliche Antriebsformeln, so etwa 8×4 mit zwei gelenkten Vorderachsen. Entwicklungsarbeit leistete Saurer auch bei der Konstruktion von Fahrgestellen, Achtgang- und Vorwählgetrieben und Flüssigkeitskupplungen.
Dabei blieben Sattelzugmaschinen selten, aber weiterhin wurden Autobusse wie der Saurer 3DUK-50 und Lastwagen für die Schweizer Armee hergestellt. Ein weiteres Standbein wurden Trolleybusse, und Saurer investierte auch in die Entwicklung einer Gelenk-Version.
1982 wurde Saurer mit der Franz Brozincevic & Cie Wetzikon (FBW) zur Nutzfahrzeuggesellschaft Arbon & Wetzikon (NAW) zusammengeschlossen, Daimler-Benz war mit 40 % beteiligt, nachdem das deutsche Unternehmen die FBW zuvor übernommen hatte. Ab Anfang der 1980er-Jahre wurden so auch einige leichte Lastwagen-Typen von Daimler-Benz in Arbon als Saurer hergestellt und vermarktet; allerdings nahm die Nachfrage nach originalen Saurer-Fahrzeugen trotz nach wie vor anerkannt guter Qualität weiter ab, so dass die Entscheidung fiel, aus dem Bau von Nutzfahrzeugen auszusteigen.
Im Jahr 1983 wurde der letzte zivile Saurer ausgeliefert, 1987 erhielt die Schweizer Armee den letzten «10DM». Die Motoren-Forschungsabteilung von Saurer wurde um 1990 vom zur Fiat-Gruppe gehörenden italienischen Lastwagen-Hersteller Iveco übernommen. Danach wurden noch einige Autobusse unter dem Markennamen NAW hergestellt, bis auch dieses Unternehmen 2002 aufgelöst wurde. 1990 übernahm Saurer die Melco Industries.

## Die wichtigsten LKW Modelle
| Typ              | Bauzeit | Zylinder | Hubraum   | Leistung        | Nutzlast |
| ---------------- | ------- | -------- | --------- | --------------- | -------- |
| Saurer 4,4 t     | 1911    | 4        | 5322 cm³  | PS ( kW)        | 4,4 t    |
| Saurer 3 C.T. 1D | 1936–   | 6        | cm³       | PS ( kW)        | 6 t      |
| Saurer 6DM       | 1983–   | 6        | 11950 cm³ | 250 PS (184 kW) | 6 t      |
| Saurer 10DM      |         | 6        | 11950 cm³ | 320 PS (235 kW) | 10 t     |

### Umstrukturierung
Ab 1988 stieg der Financier Tito Tettamanti vorübergehend mit einem Aktienkapital-Anteil von 59 Prozent bei Saurer ein. Er kaufte zahlreiche Firmen hinzu. Saurer konzentrierte sich als neue Saurer AG auf den Bau von Textilmaschinen und avancierte zu einem der weltgrössten Hersteller mit einem Umsatz von 1,6 Milliarden Euro und fast 9000 Beschäftigten. Ein Drittel davon sind im später hinzugekommenen zweiten Geschäftszweig Fahrzeuggetriebe-Bau tätig. Saurer erhielt nach 1988 ein völlig neues Gesicht. Bei den Textilmaschinen war die Firma 2003 weltweit die grösste Anbieterin, das Schwergewicht des Absatzes hatte sich nach Asien verschoben. In der Schweiz verblieben nur noch wenige Arbeitsplätze. Tettamanti trat 1994 aus dem Verwaltungsrat zurück und verkaufte 1996 das Gros seiner Saurer-Aktien.
Die Saurer AG war ab Anfang 2007 eine Tochtergesellschaft von OC Oerlikon Corporation AG aus Pfäffikon SZ. Am 3. Dezember 2012 verkaufte der Konzern OC Oerlikon seine Geschäftseinheiten Naturfasern und Textilkomponenten für rund 650 Millionen Franken an die chinesische Jinsheng-Gruppe. Zur Übernahme gehörten auch die Schweizer Standorte der Textilmaschinenproduktion in Arbon und Wattwil mit etwa 180 Beschäftigten. Weltweit gingen 3800 Arbeitsplätze an die Jinsheng-Gruppe. Bei OC Oerlikon blieb nur das in Remscheid ansässige Chemiefasergeschäft Oerlikon Barmag.
Saurer betreibt in Ürümqi in China einen Betrieb zur Montage von Spinnmaschinen. 2021 und 2022 verkaufte Saurer die drei Geschäftsbereiche Accotex (Münster), Temco (Hammelburg) und Schlafhorst-Spulmaschinen (Übach-Palenberg) mit 1000 Mitarbeitenden für 300 Millionen Euro an Rieter.

## Bildergalerie

### Saurer-Lastwagen

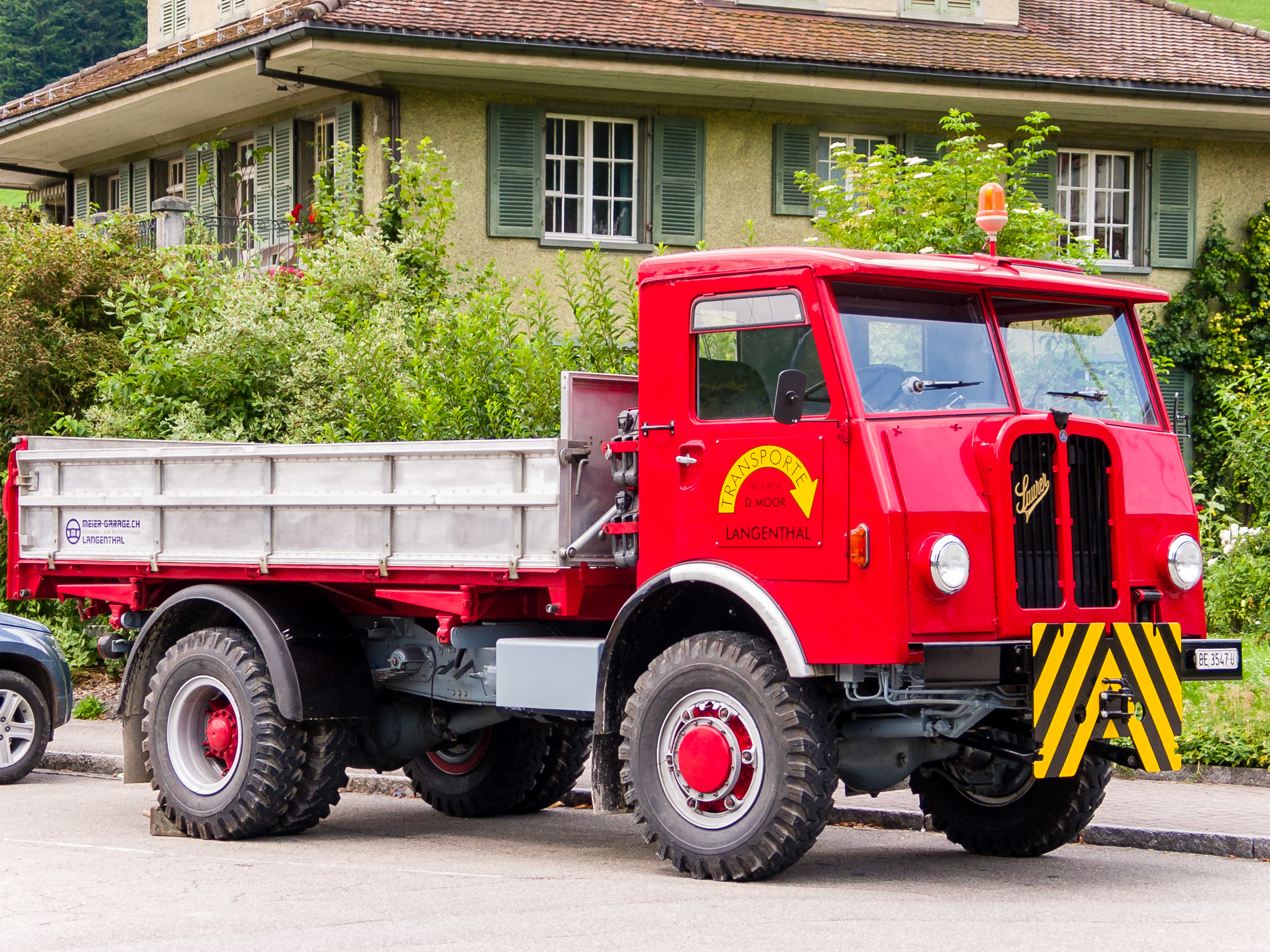
Ziviler Saurer 5 CM in Trubschachen
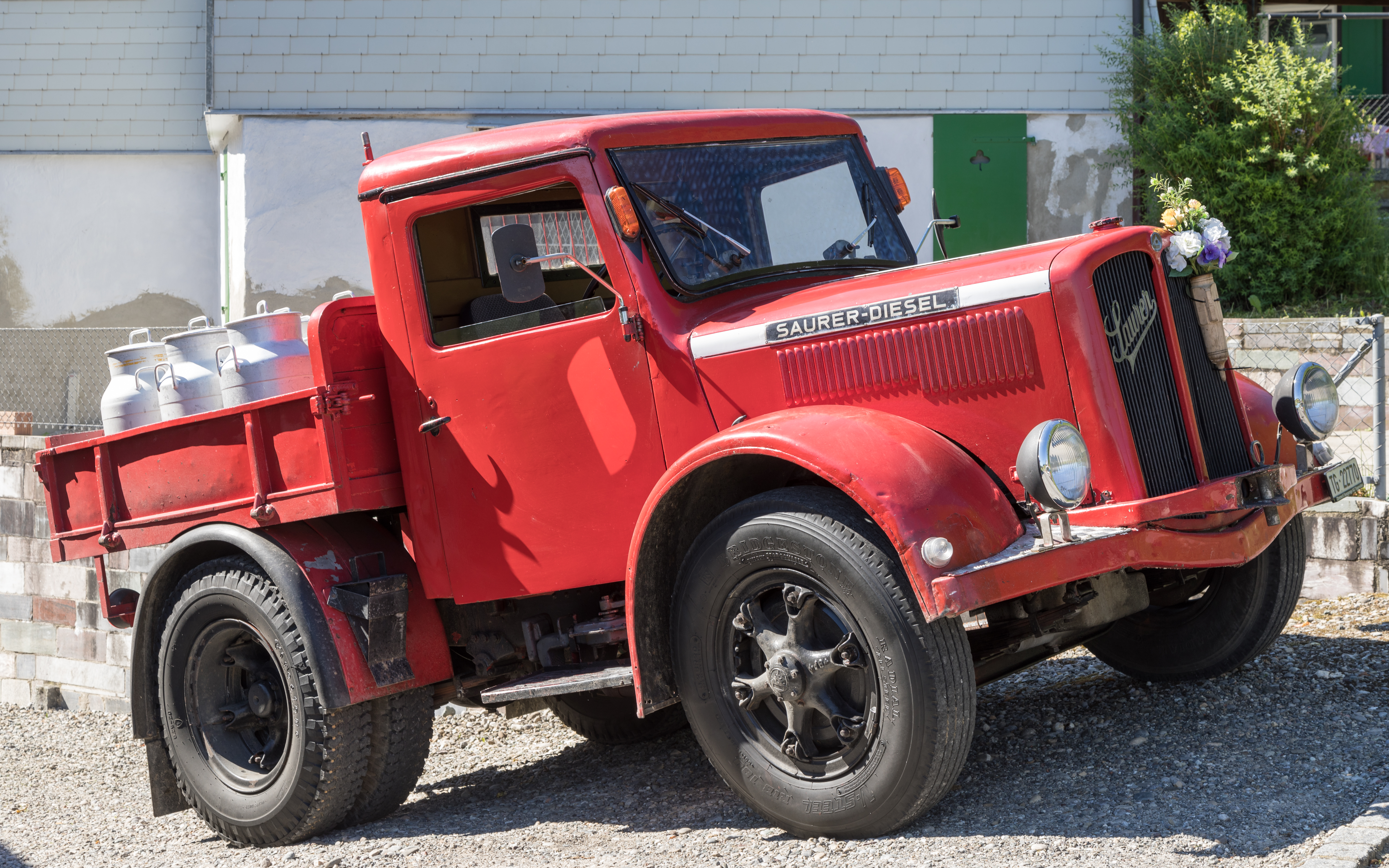
Saurer Zugmaschine, Baujahr 1951
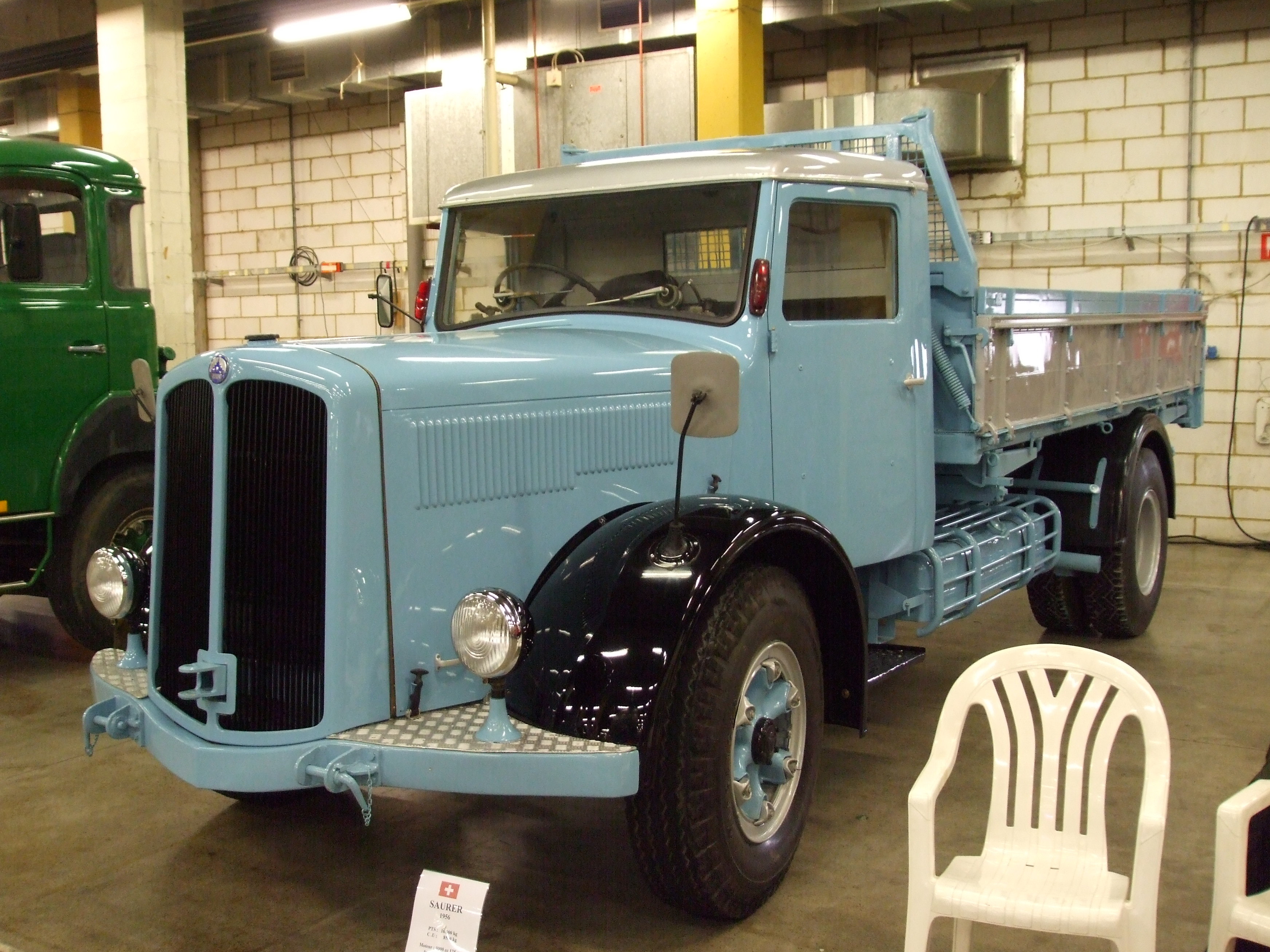
Saurer-Kipper von 1956
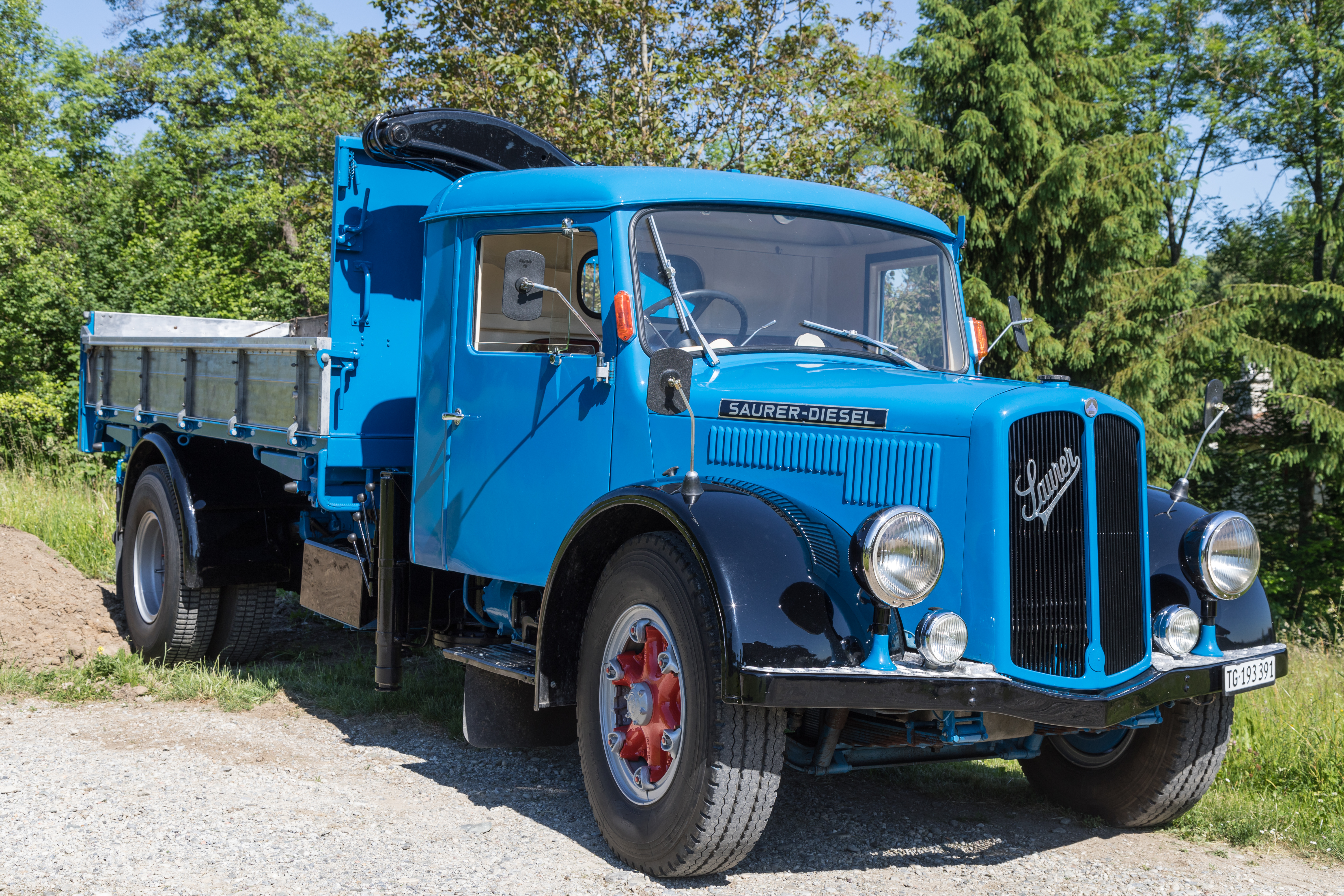
Saurer 3-Seiten-Kipper mit Ladekran, Baujahr 1959
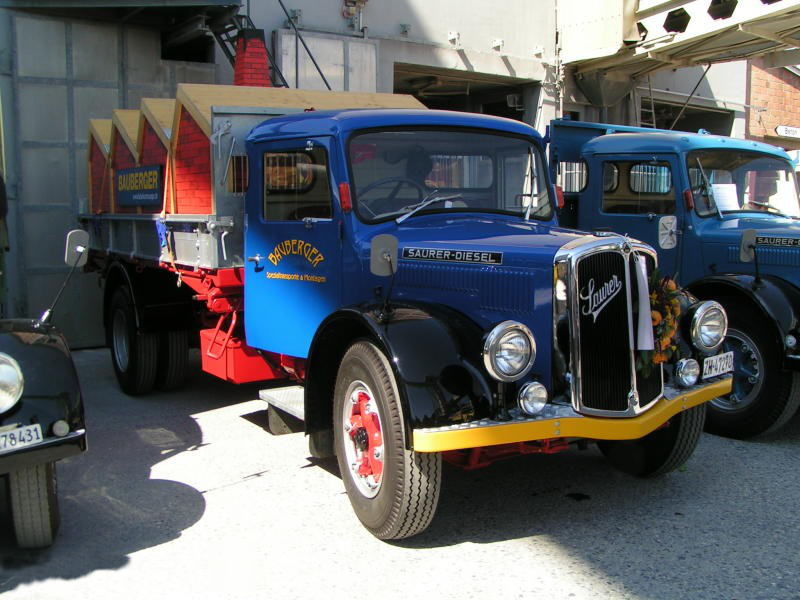
Saurer-Oldtimer-Lastwagen
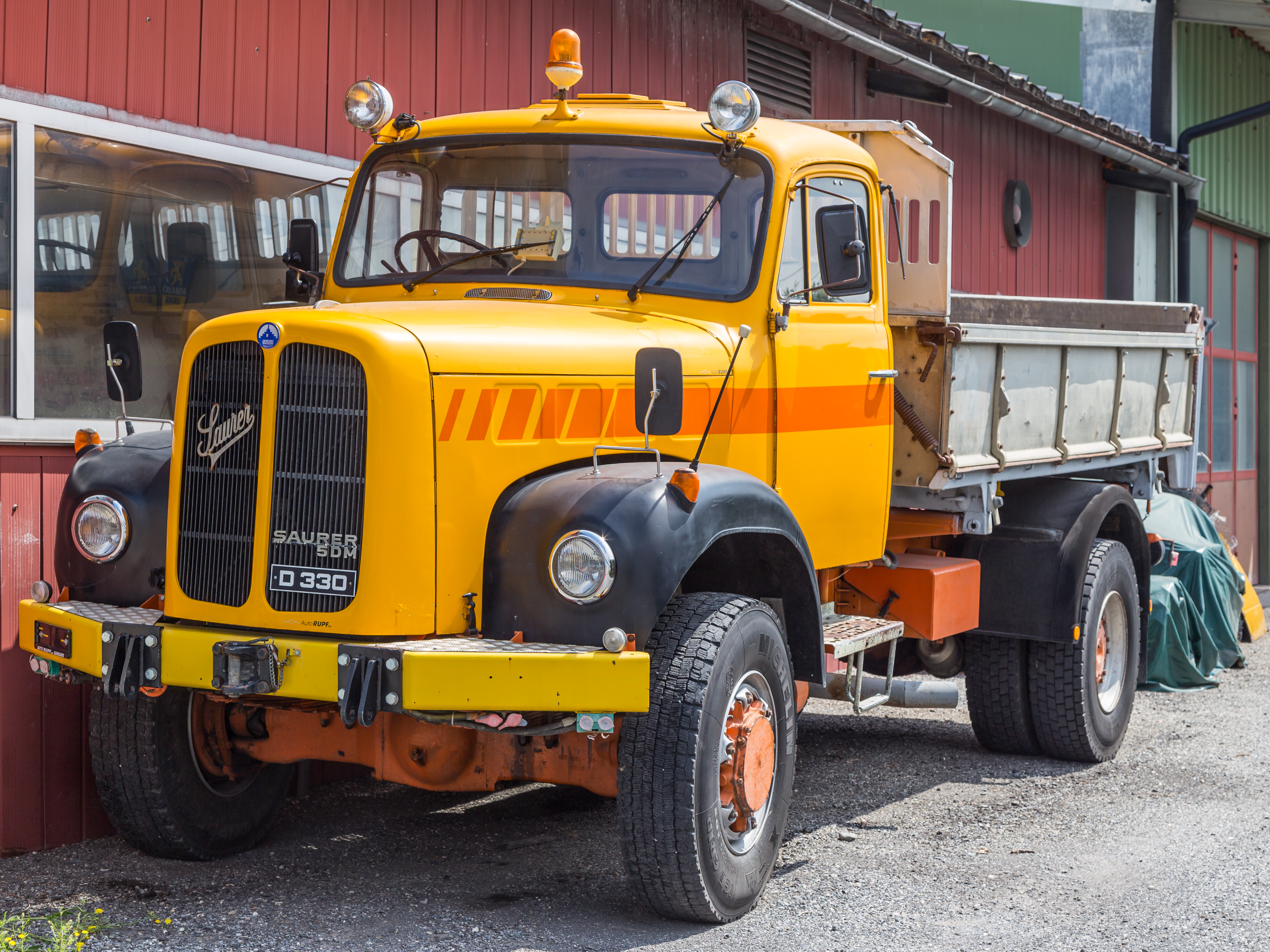
Saurer 5DM 3-Seiten-Kipper
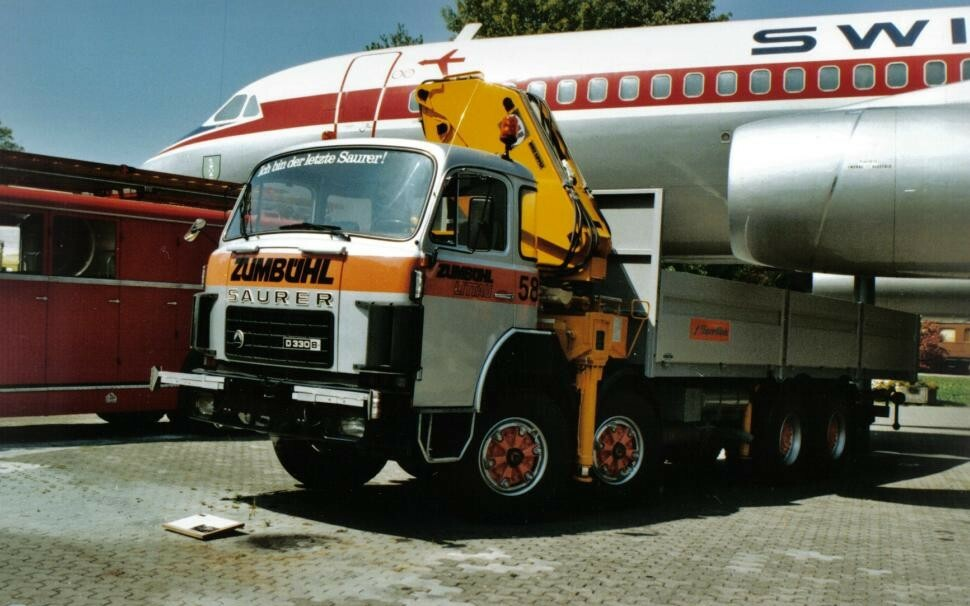
Der letzte zivile Saurer-Lastwagen
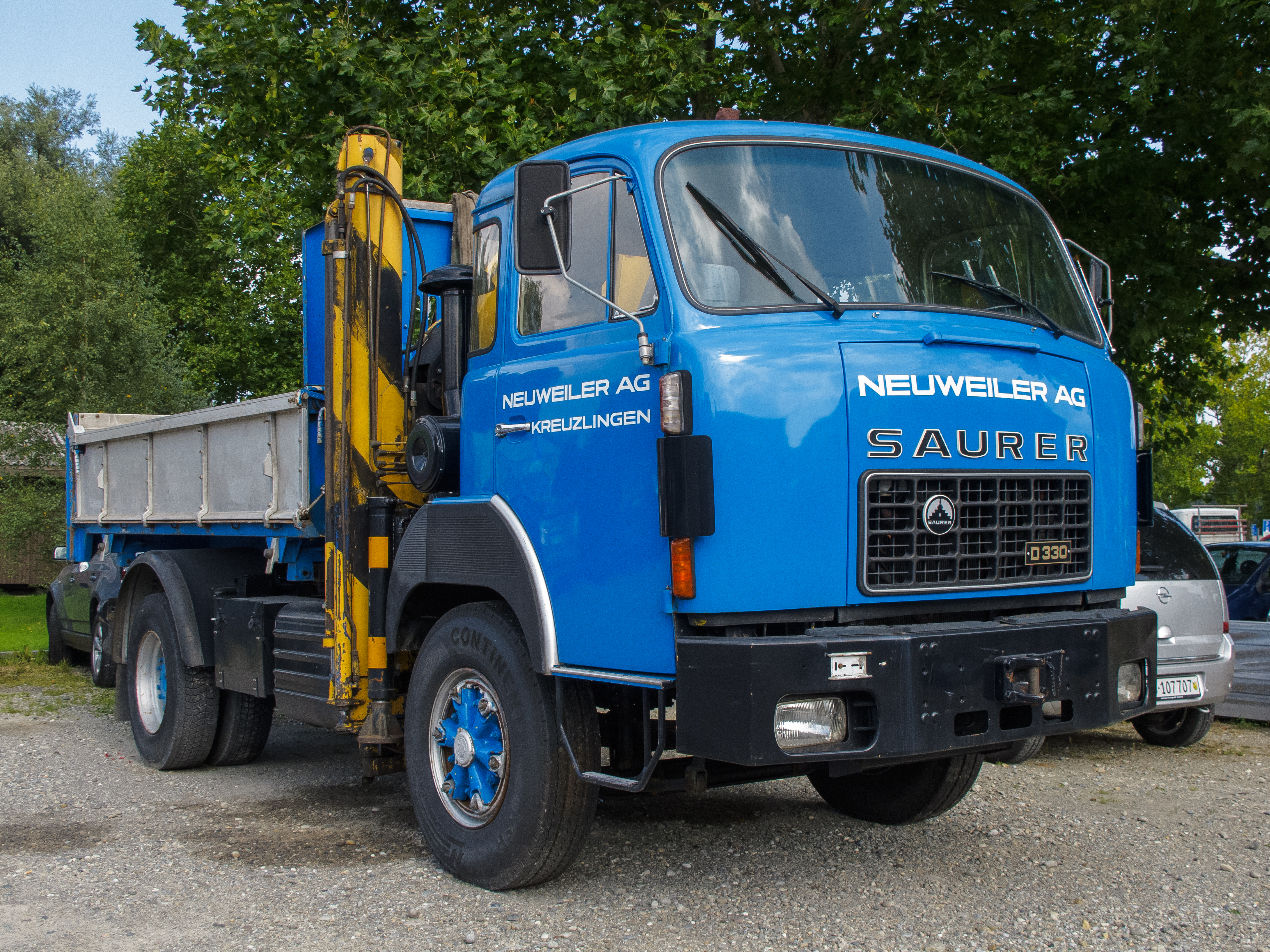
Saurer D330 Frontlenker-Kipper mit Ladekran
- Saurer D290 in Diensten des Circus Knie
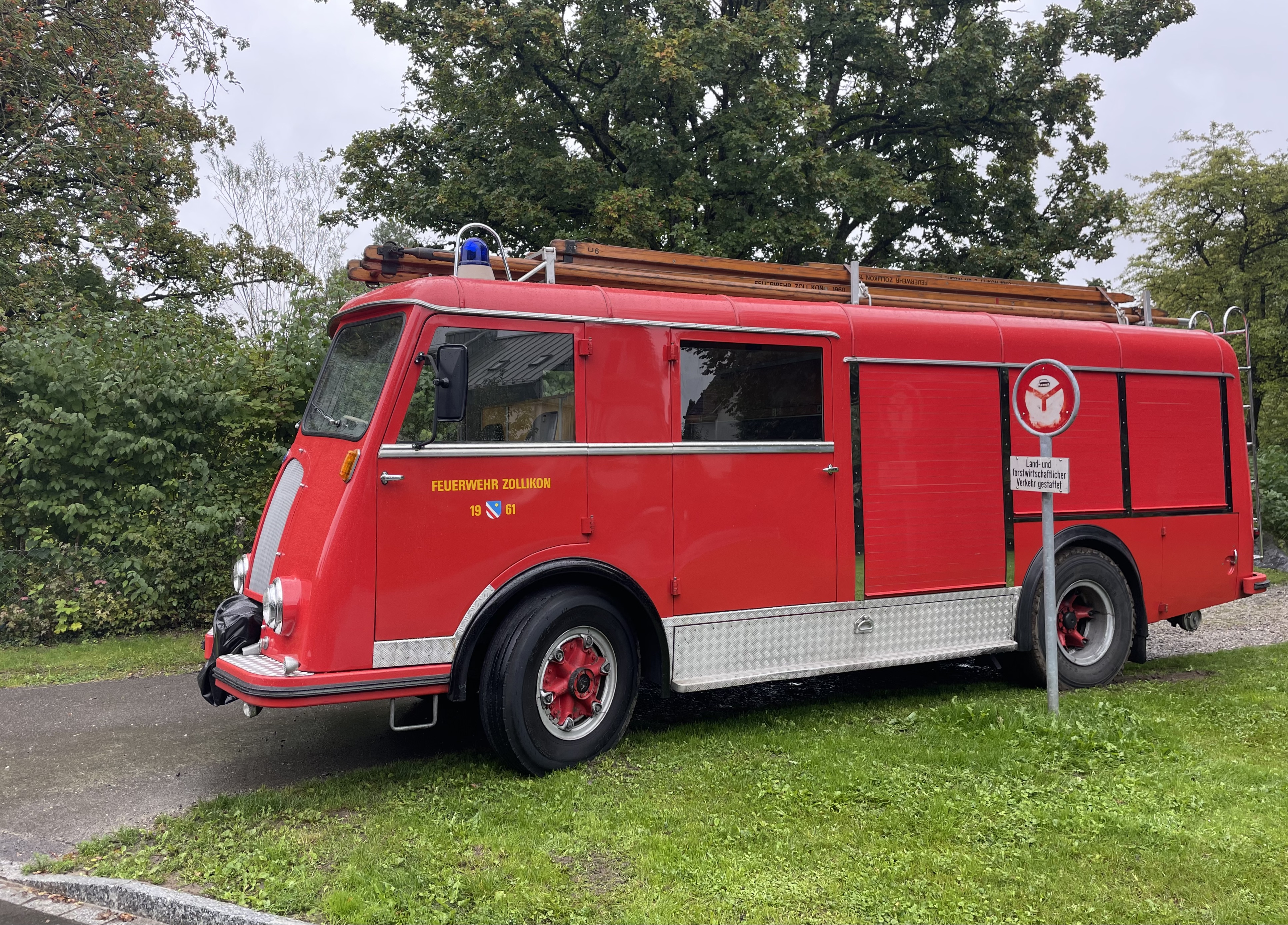
Feuerwehrauto Saurer L4C-H, Zollikon 1961

### Saurer-Autobusse

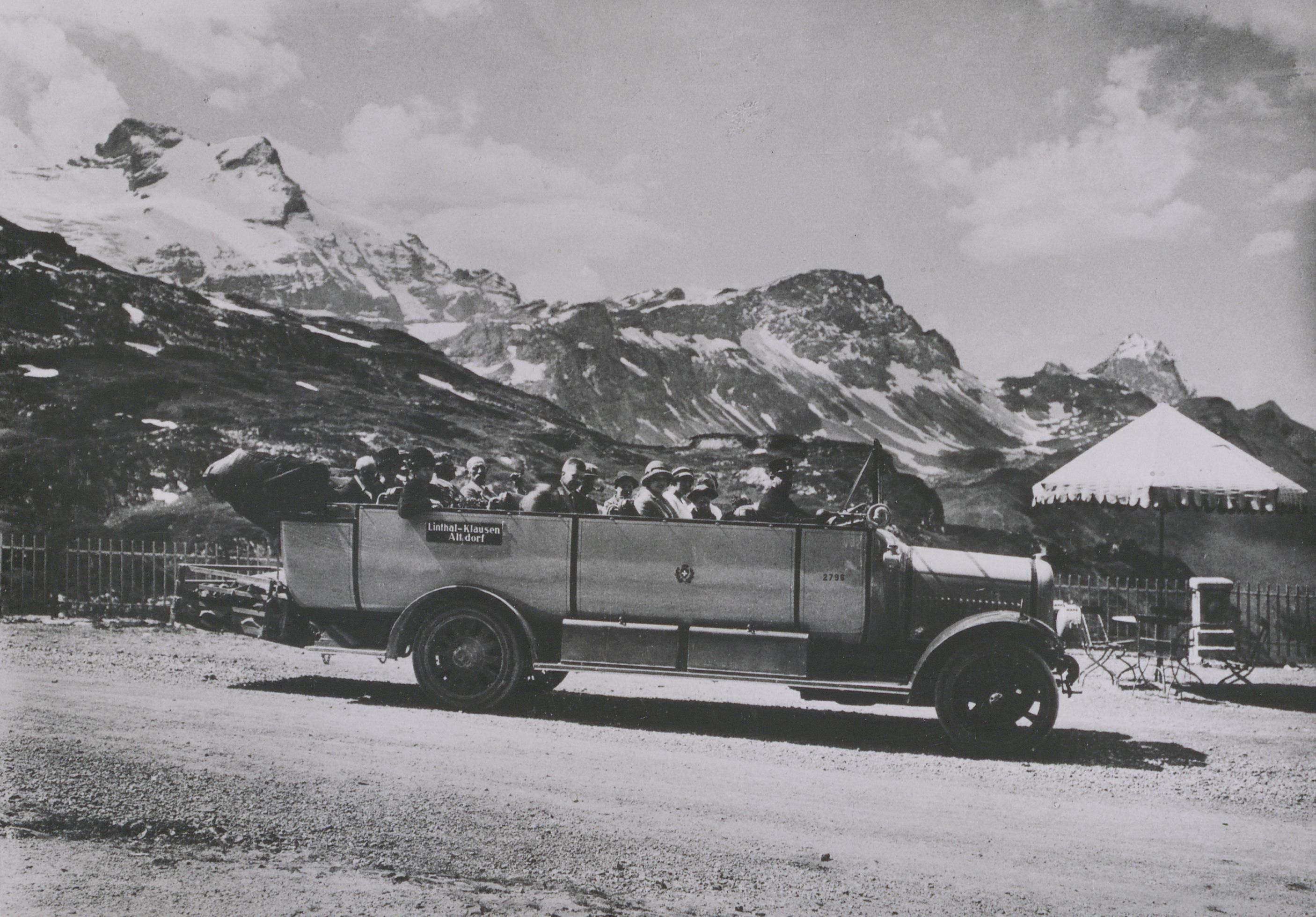
Postauto Car Alpin mit Tüscher-Aufbau von 1922
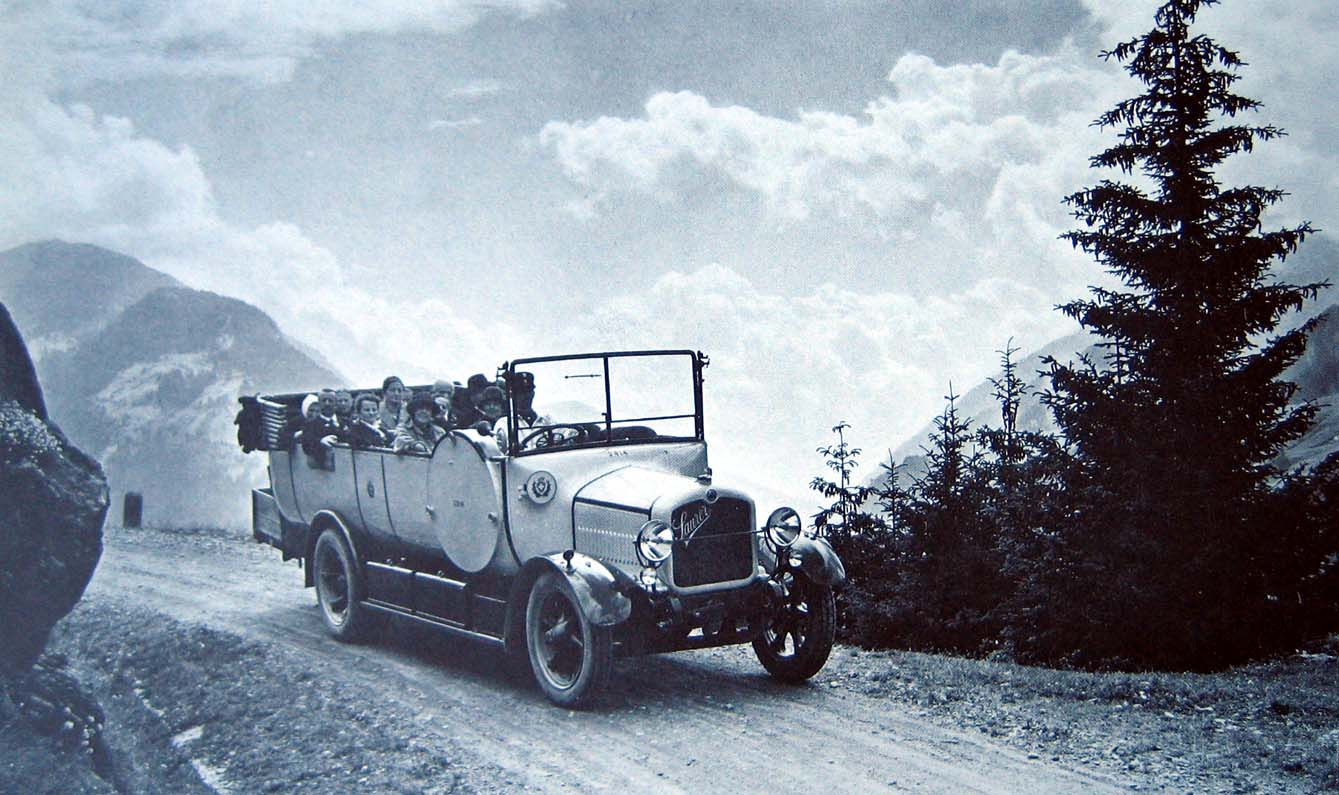
Postauto Saurer AD um 1930
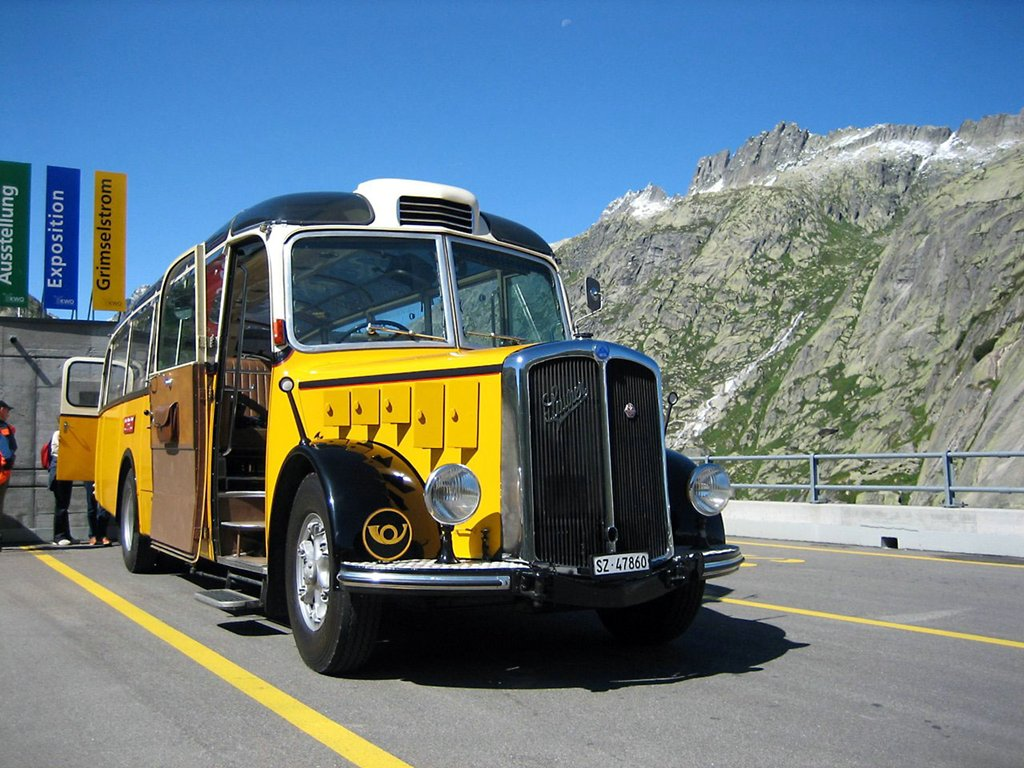
Saurer-Postauto L4C Typ IIIa
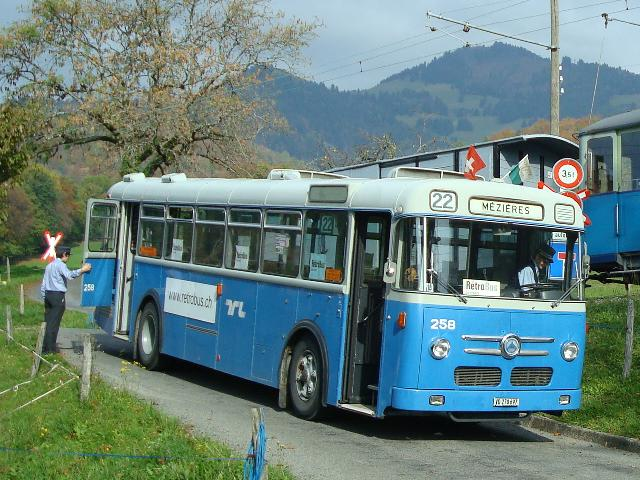
Saurer Überlandautobus mit Gepäckabteil der ehemaligen Tramway Lausanne (TL)
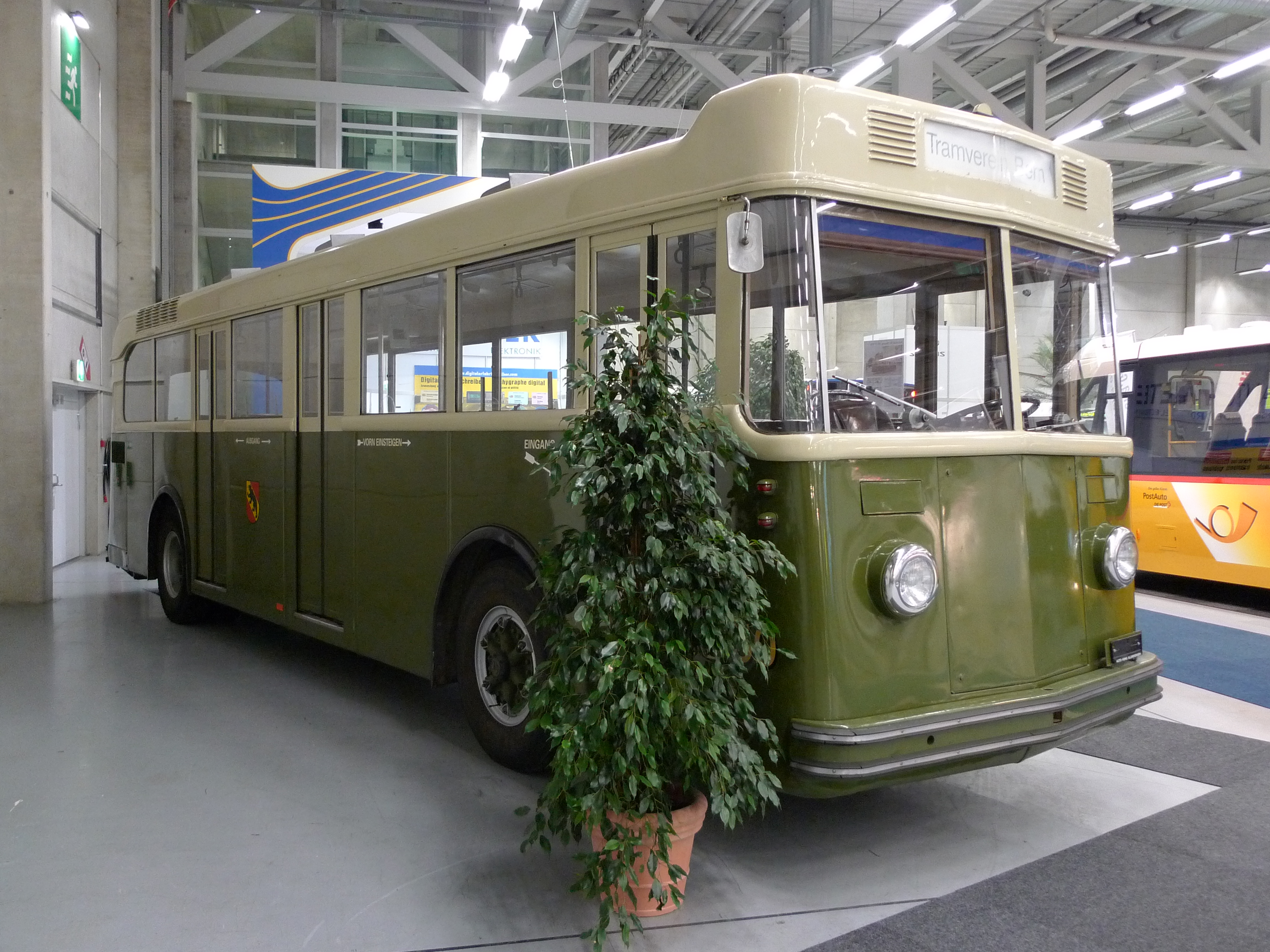
Saurer 4H Baujahr 1941
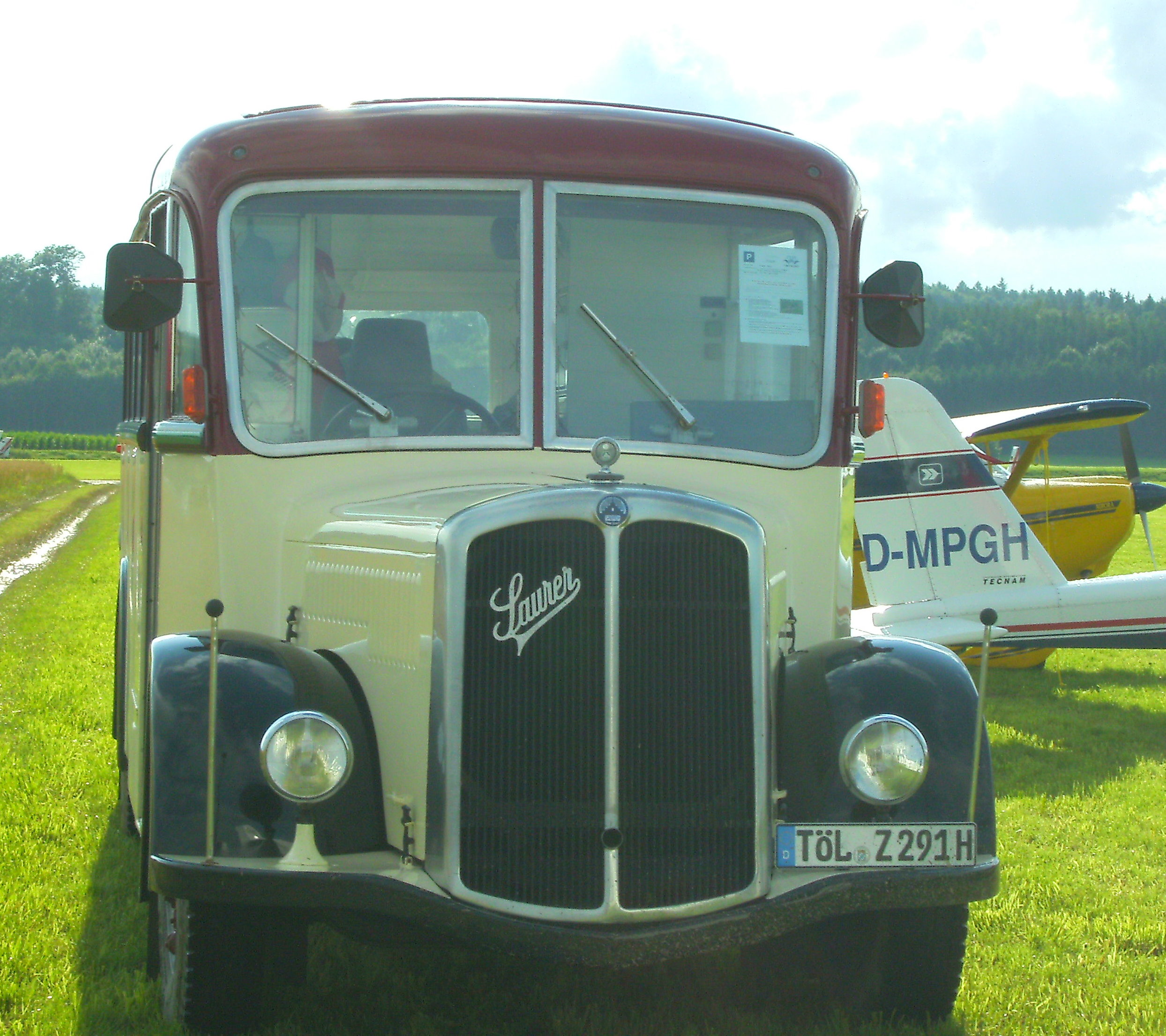
Saurer-Autobus der 1930er-Jahre
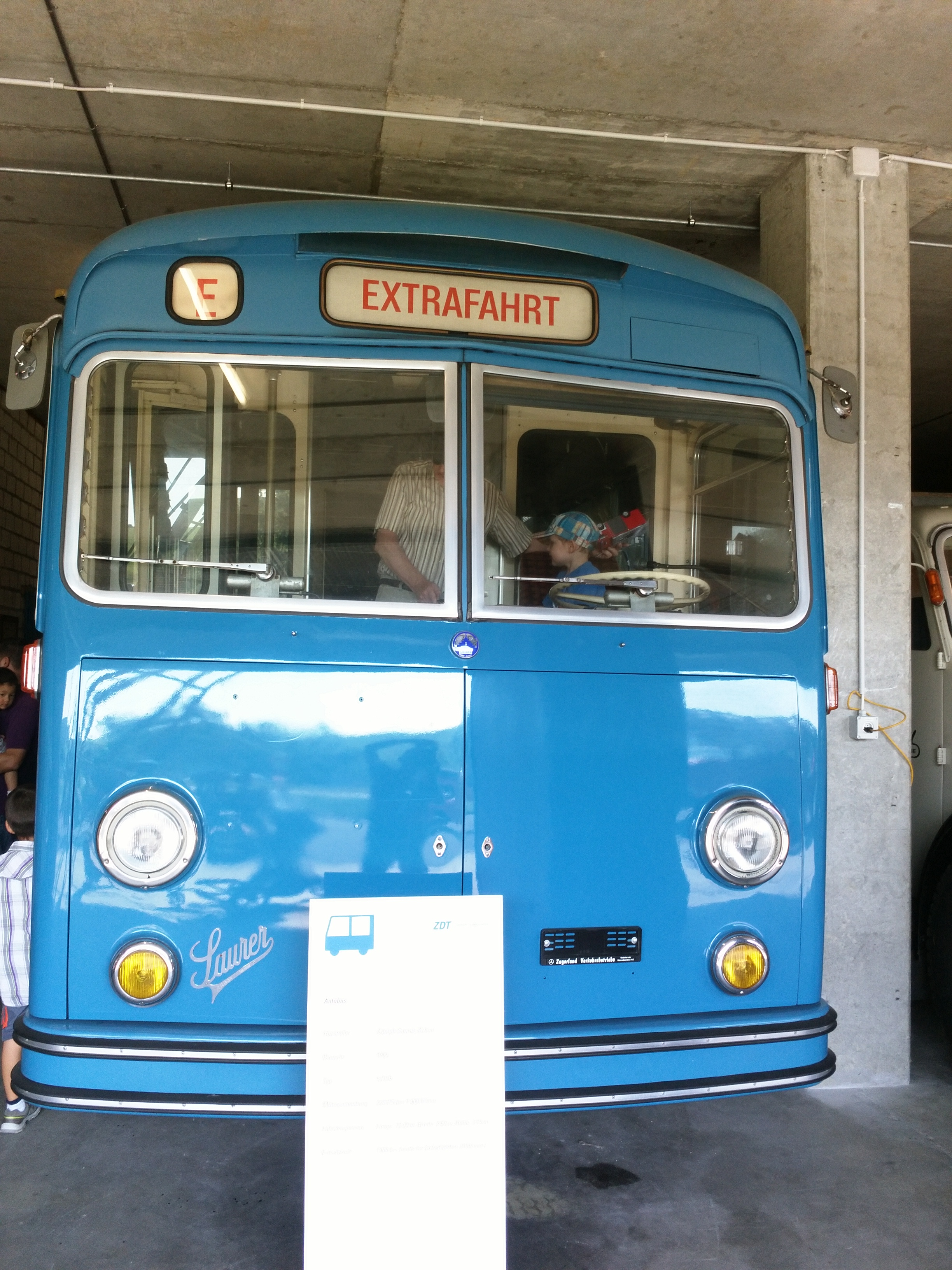
Saurer 5 DUK
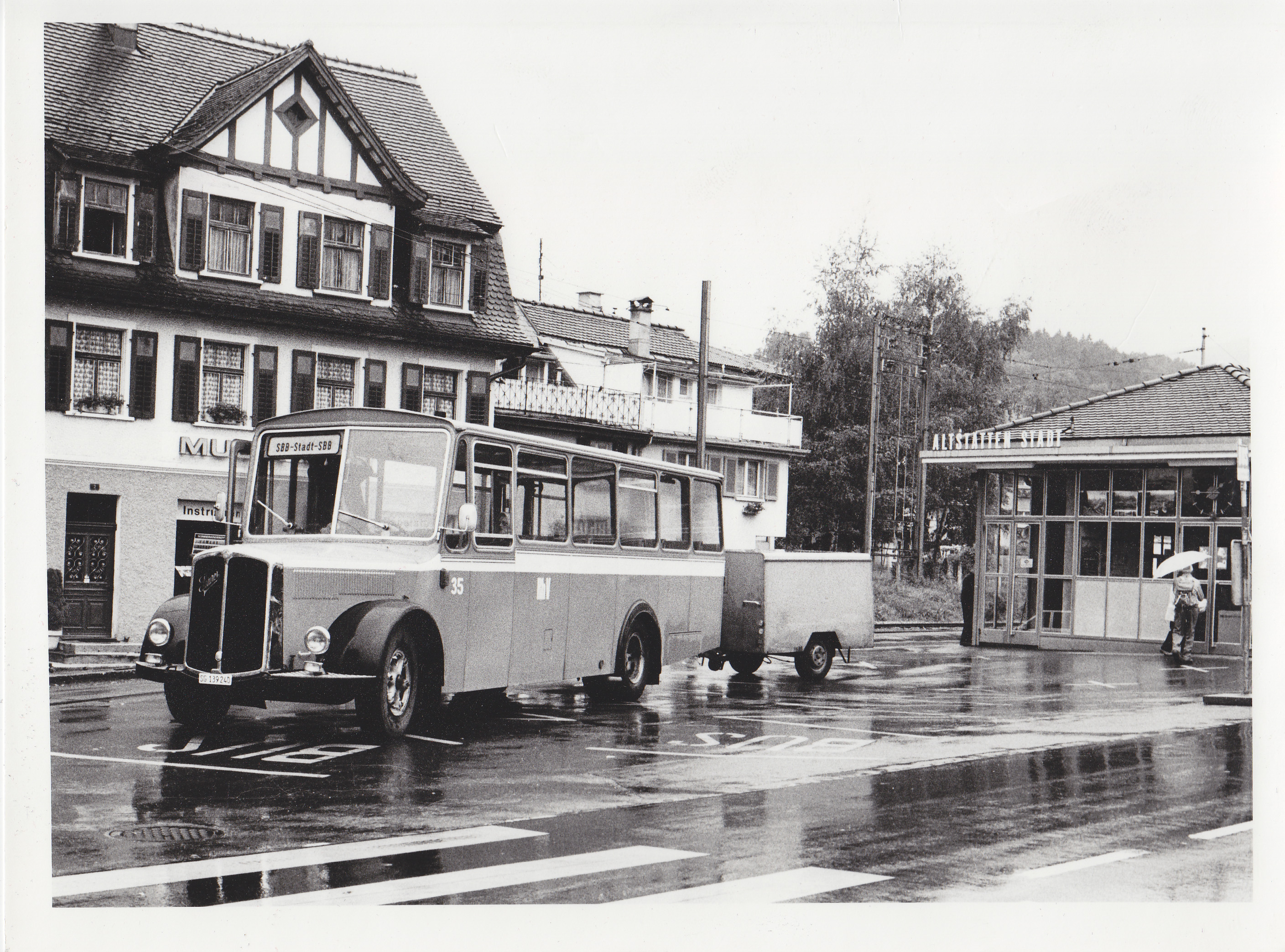
Linienbus in Altstätten Bahnhof-Stadt (1984)
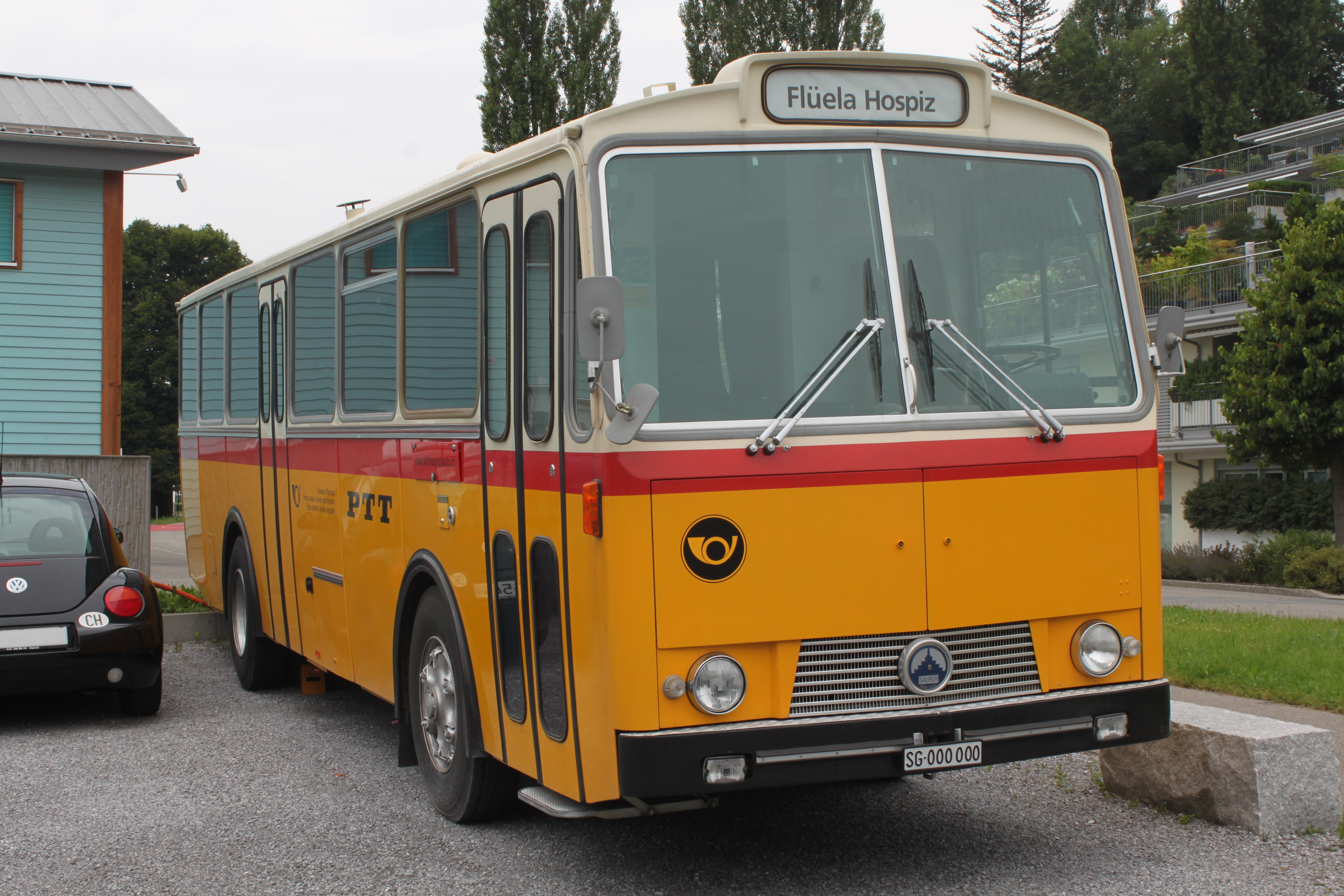
Saurer 3DUK-50
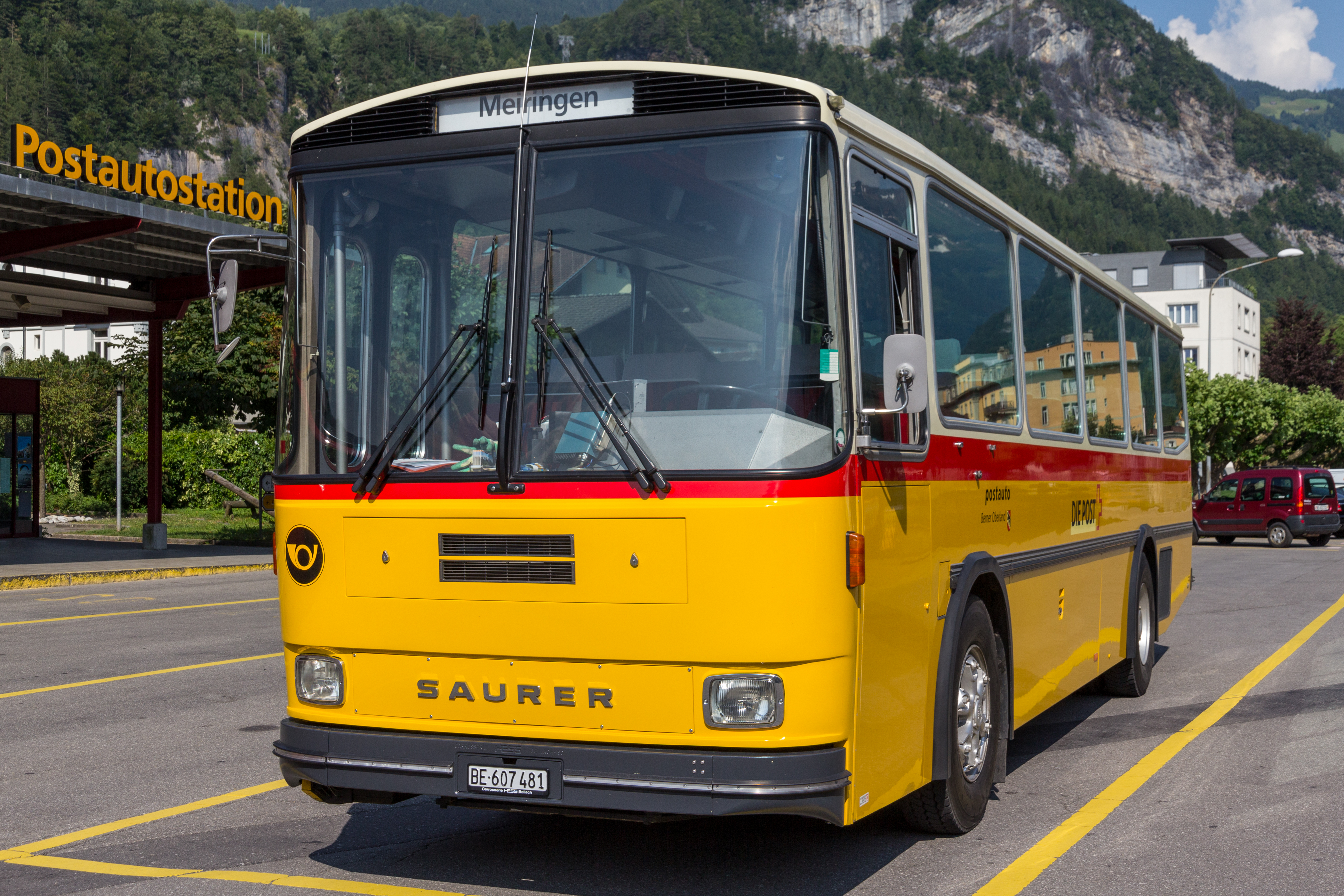
Postauto Saurer RH525

### Saurer-Trolleybusse

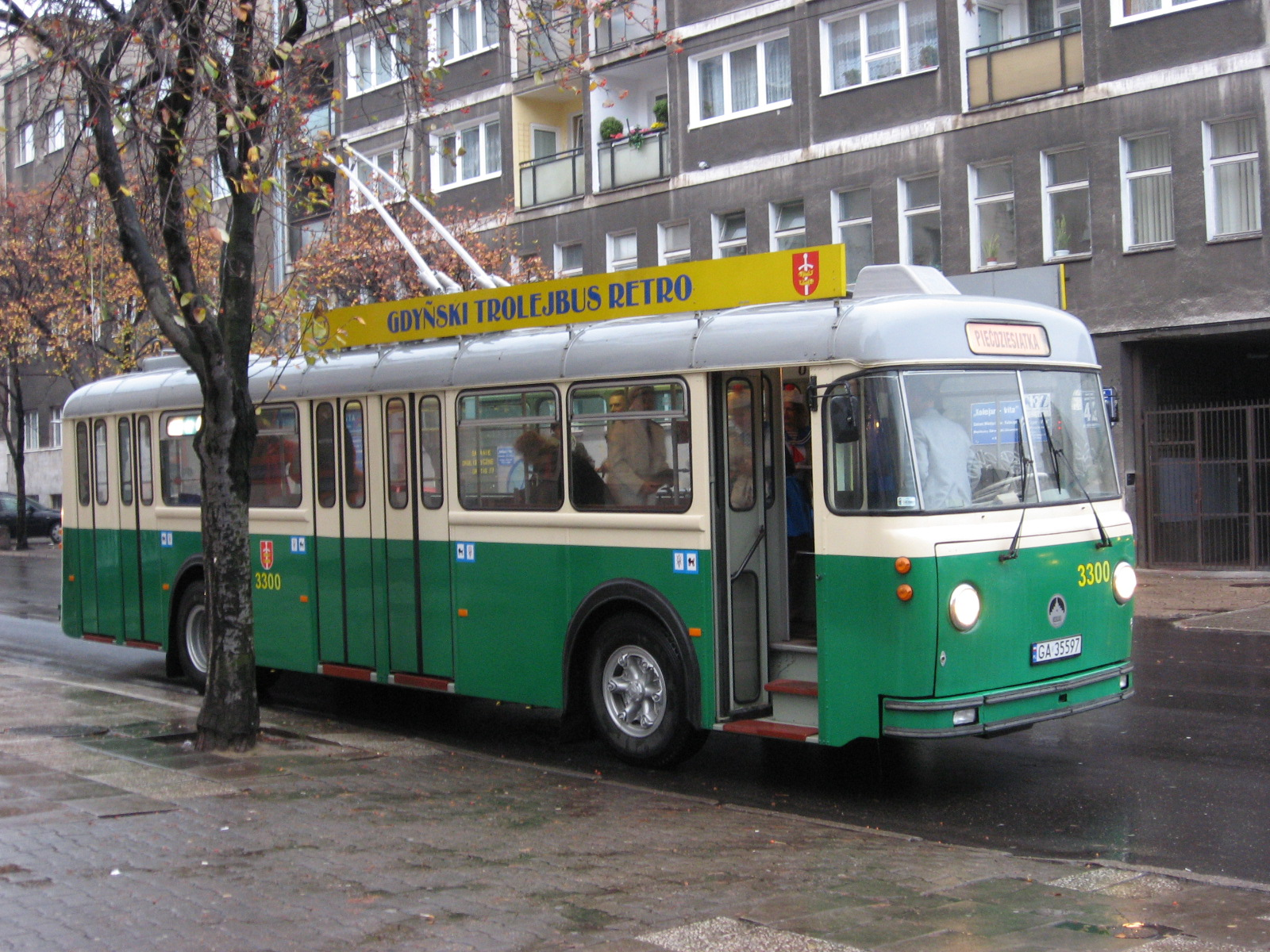
Trolleybus Saurer 411LM
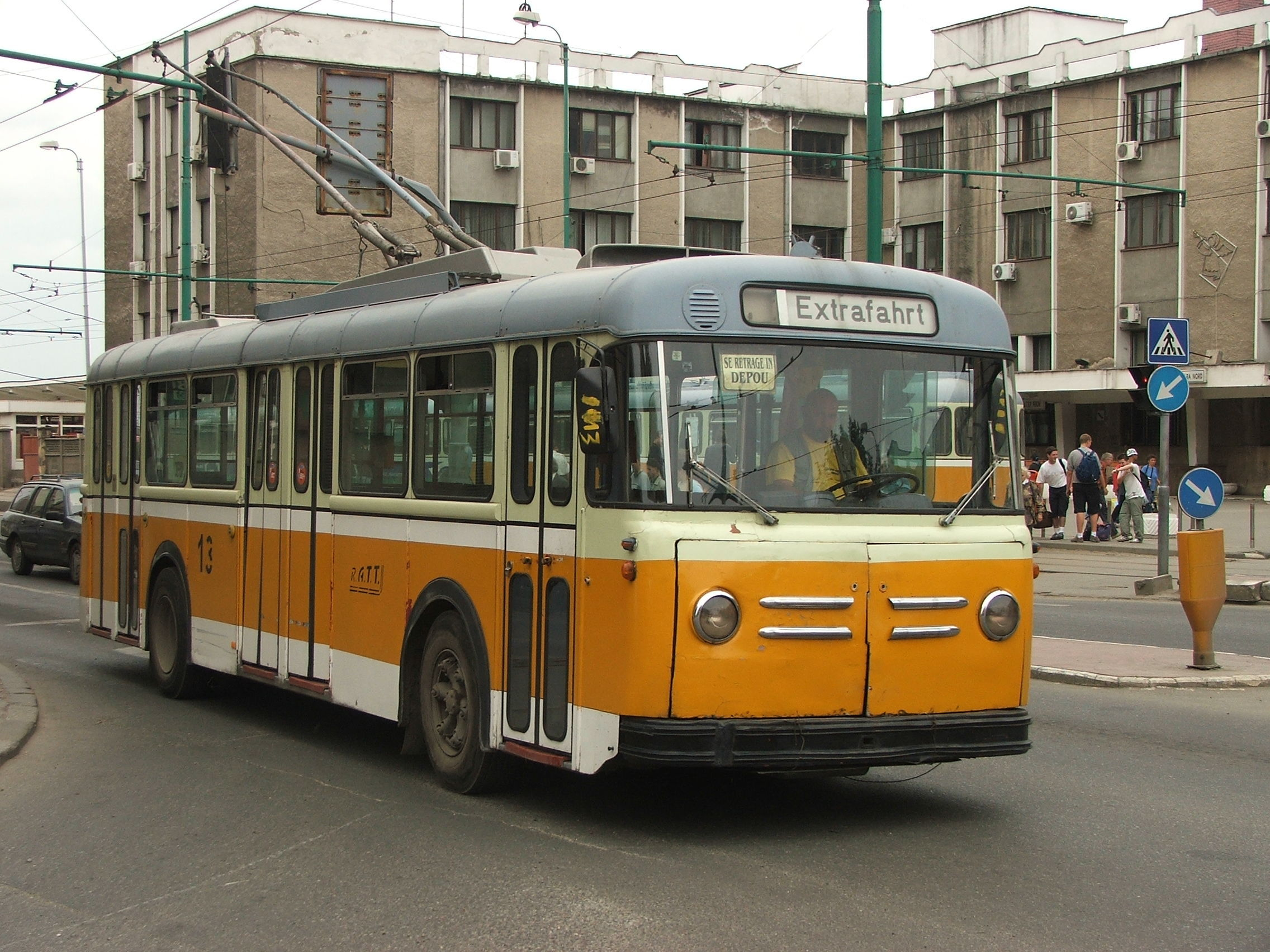
Trolleybus Saurer 415
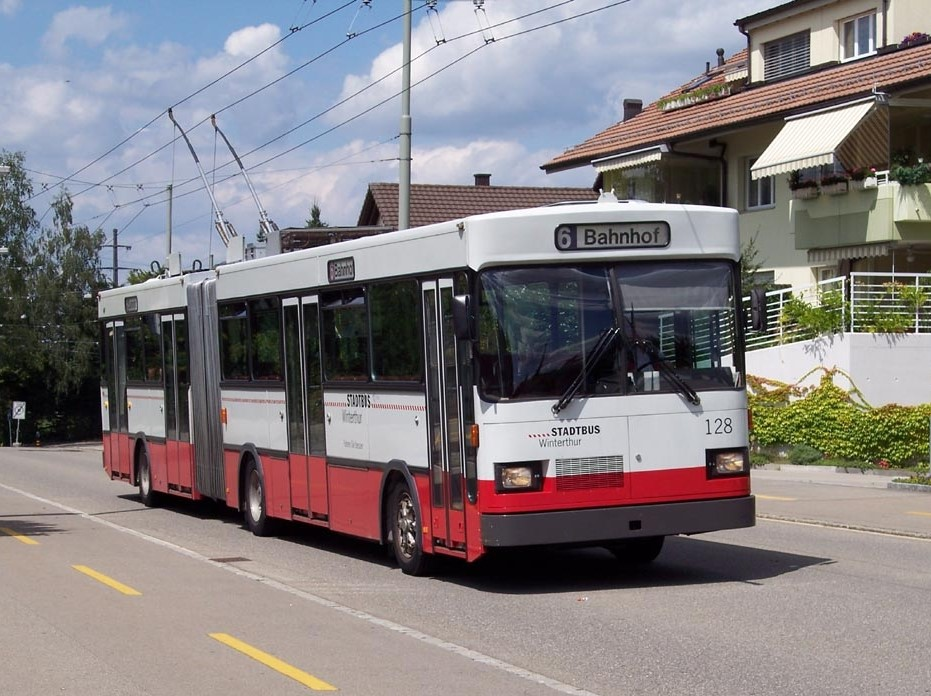
Gelenk-Trolleybus Saurer GT 560/640-25 mit Drehstrom-Antrieb in Winterthur 2005

### Saurer-Militärfahrzeuge

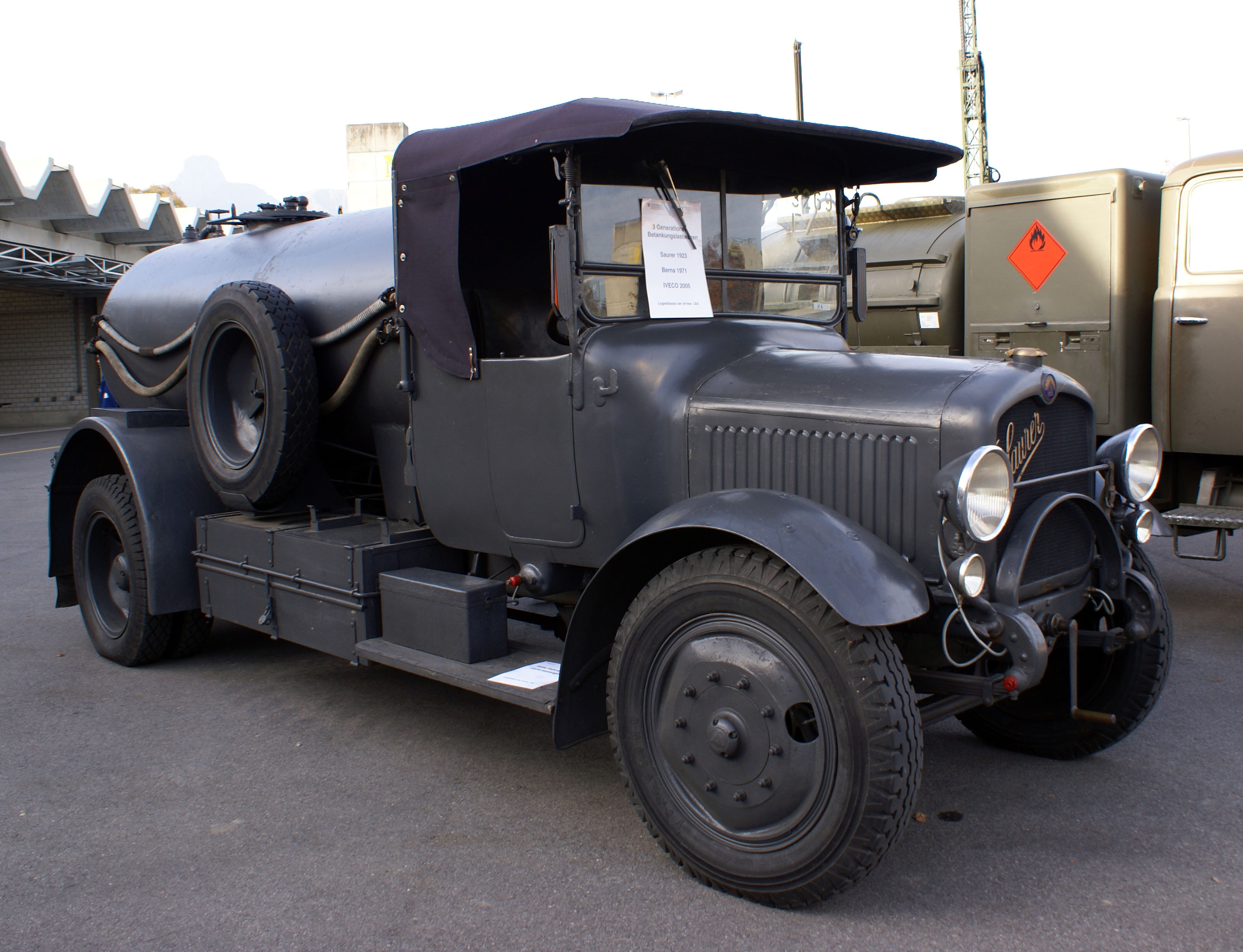
Tankwagen von 1923
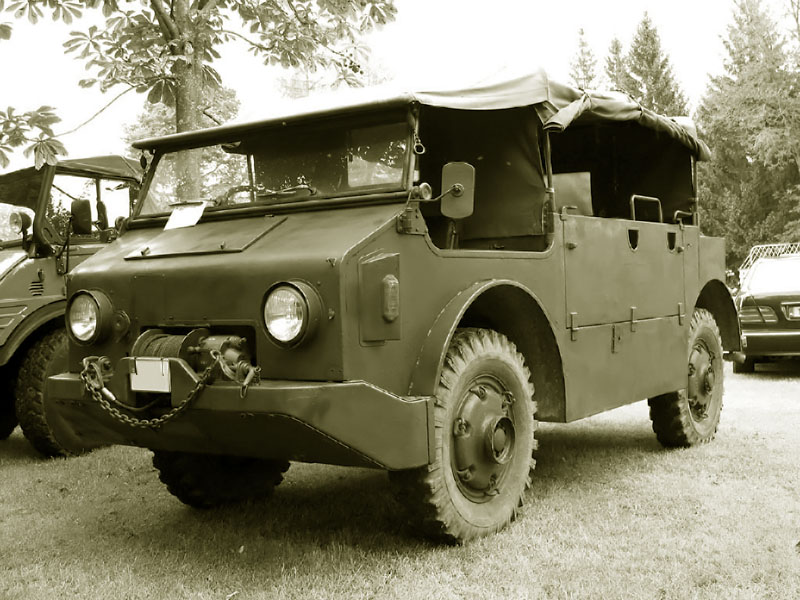
Saurer MH4 4×4 (Artillerie-Zugfahrzeug von 1954)
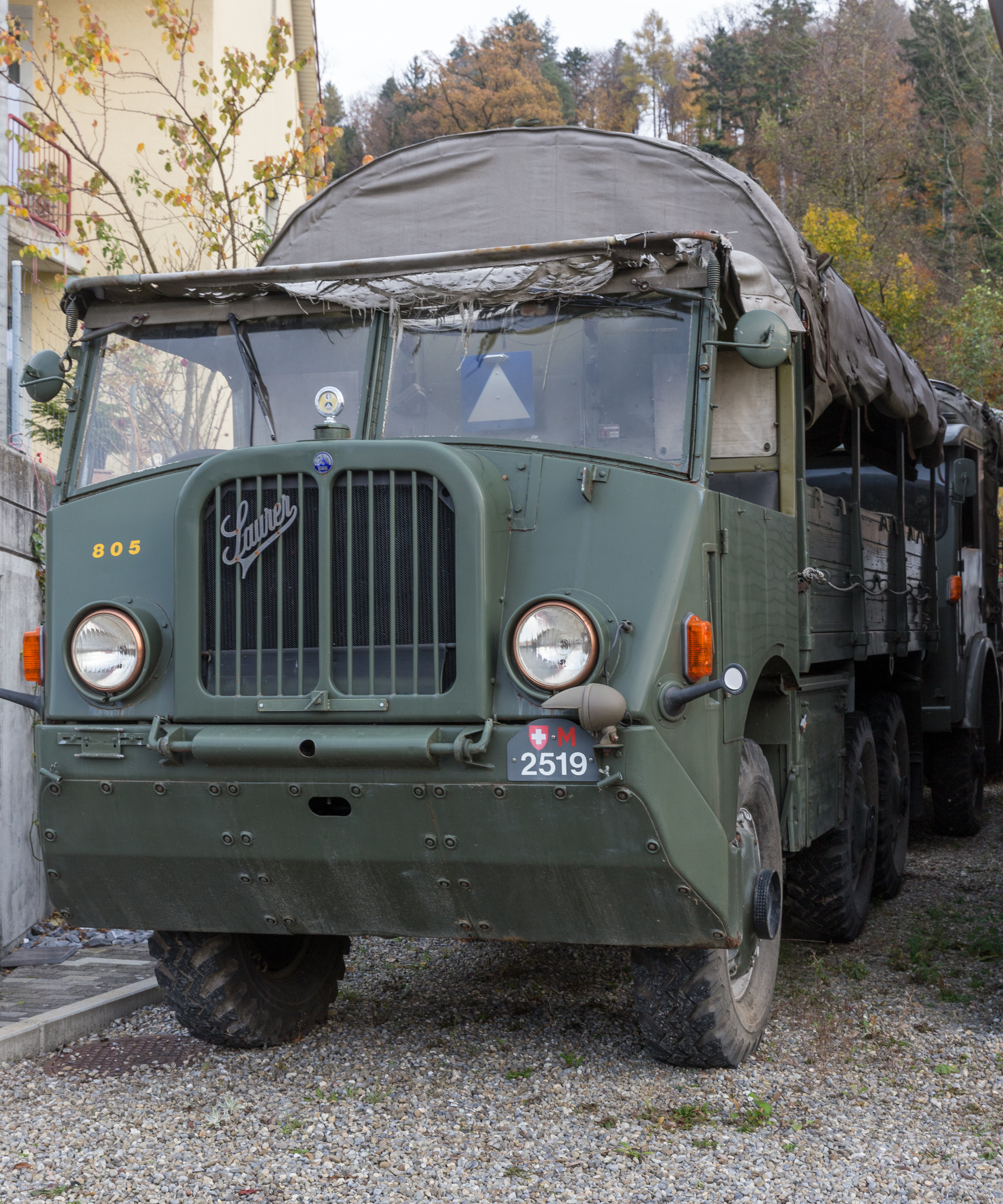
Saurer M6 (gebaut 1940–1946)
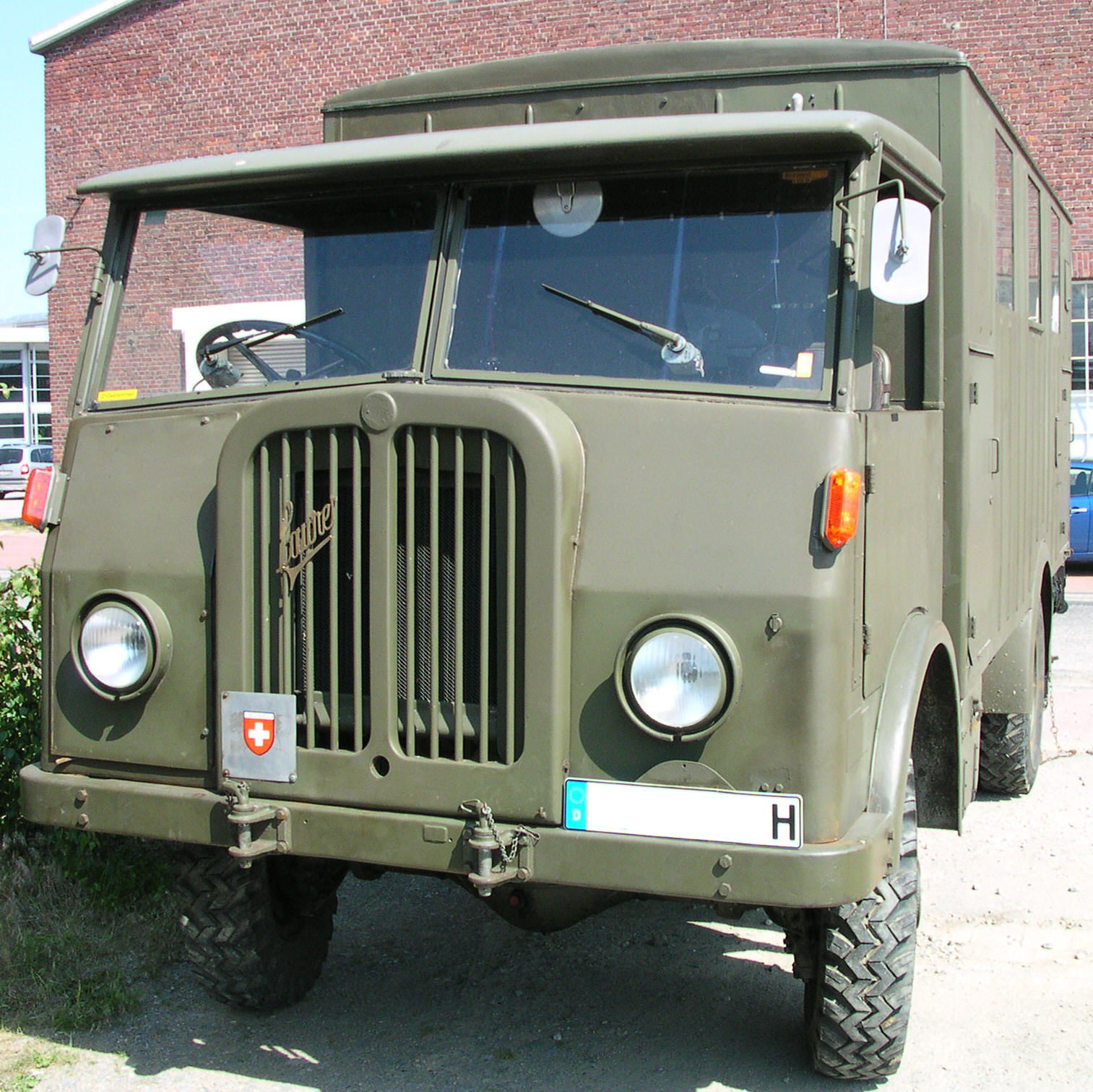
Saurer 2 CM
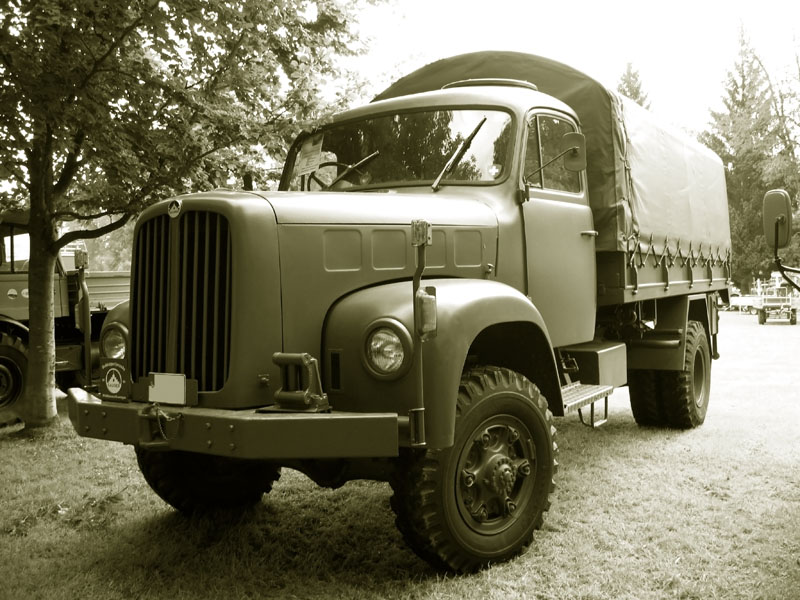
Saurer 2DM 4×4 (mittlerer Lastwagen von 1964)
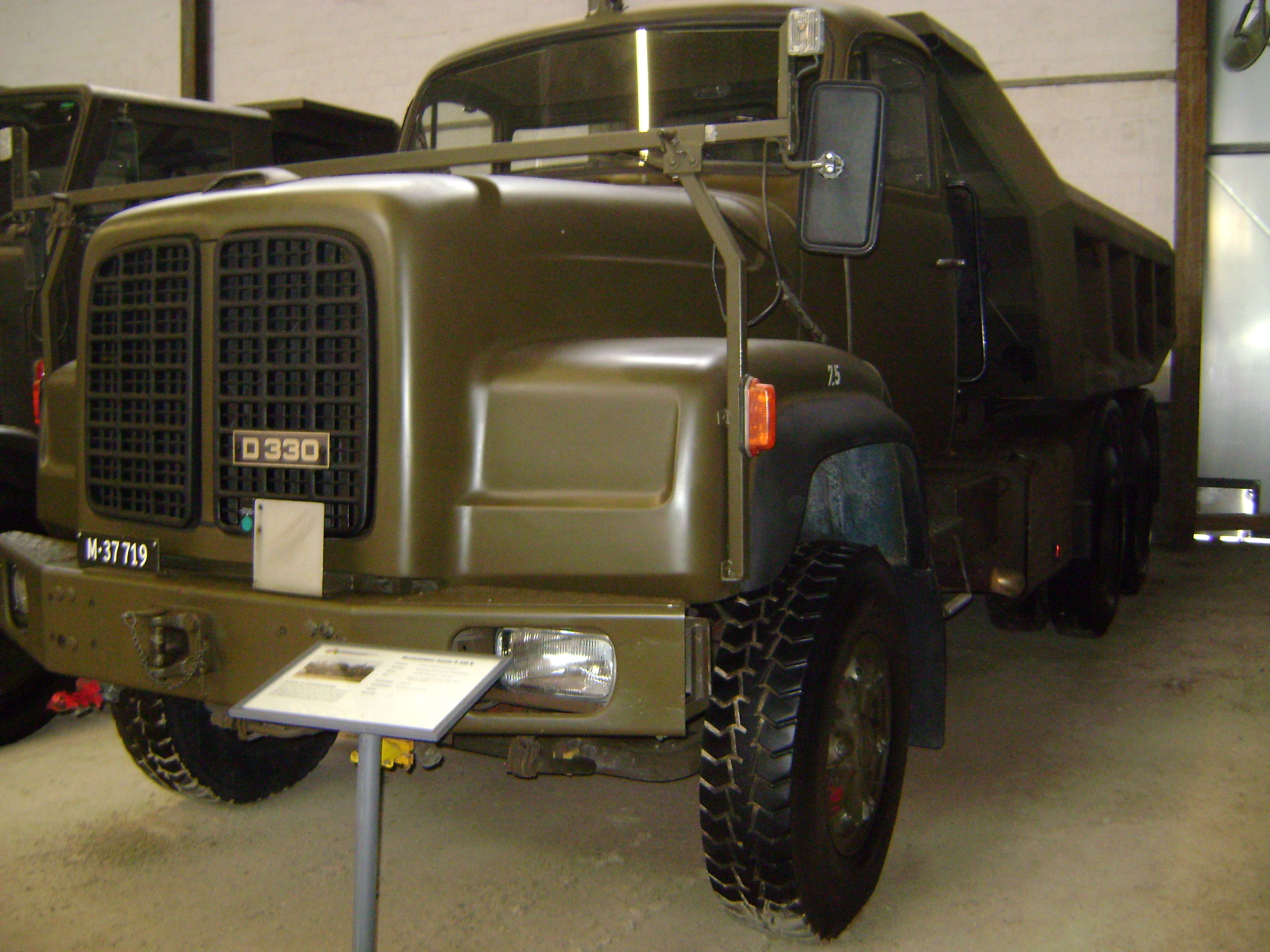
Saurer D 330 N
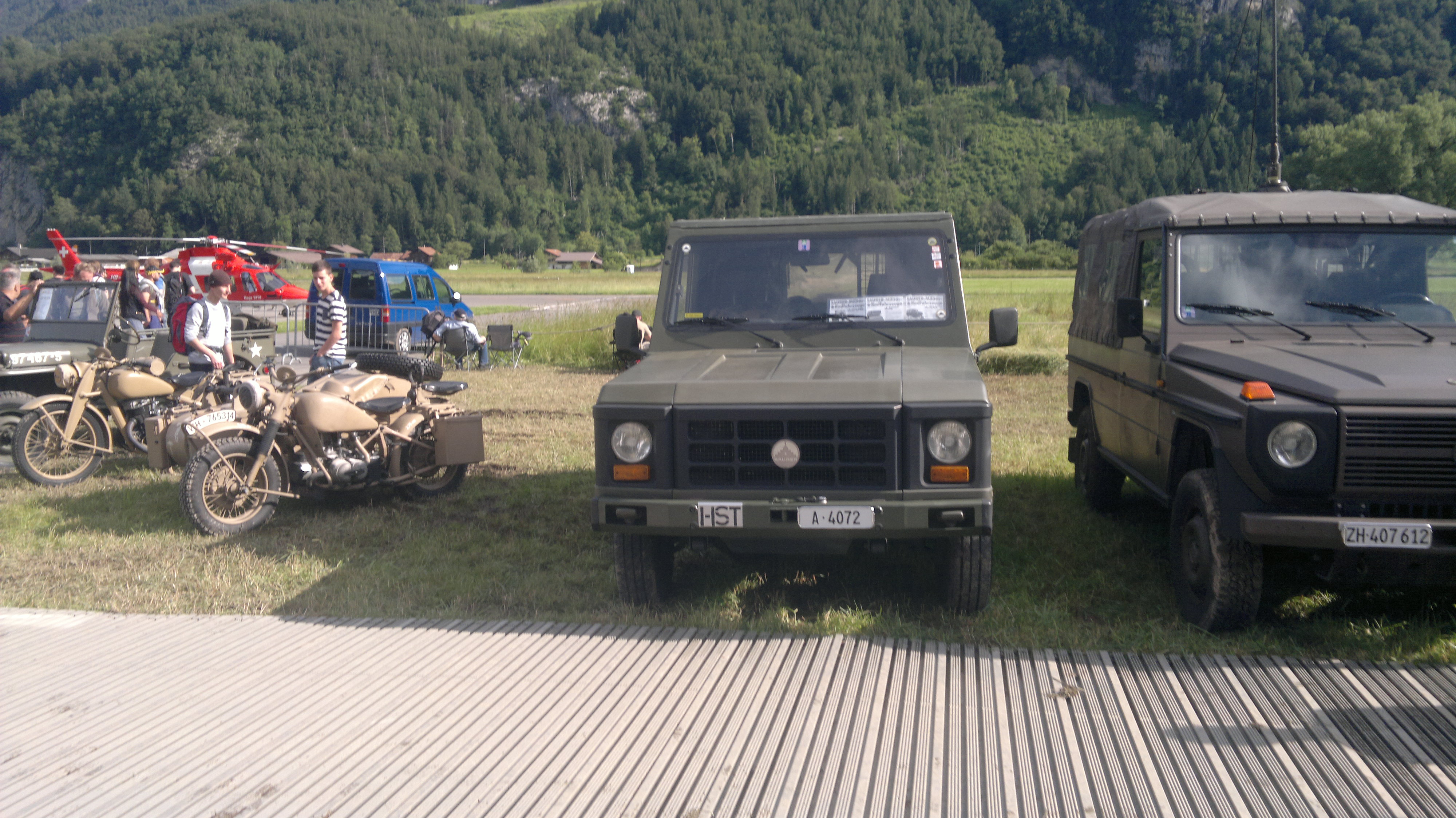
Saurer F006
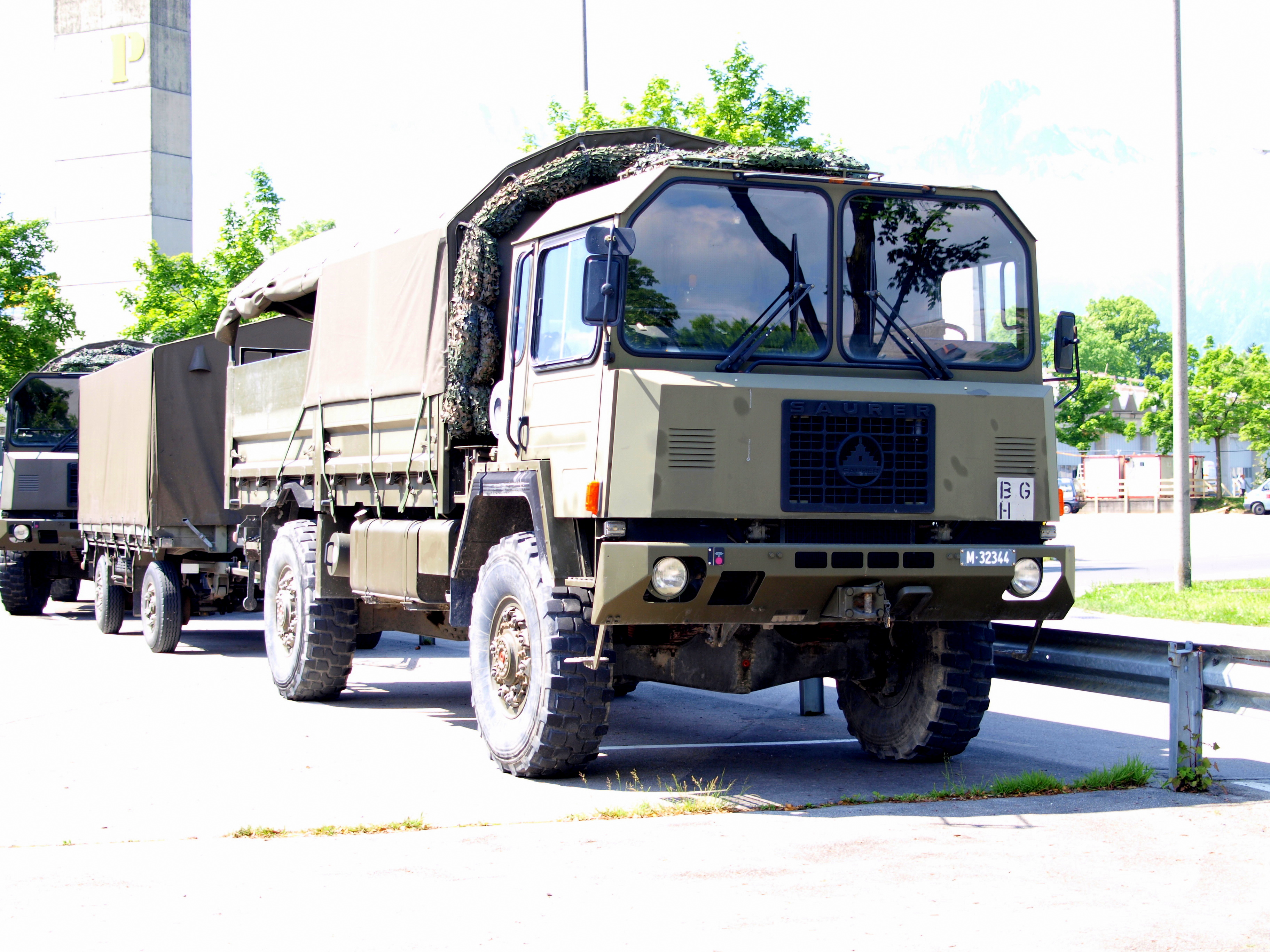
Saurer 6DM
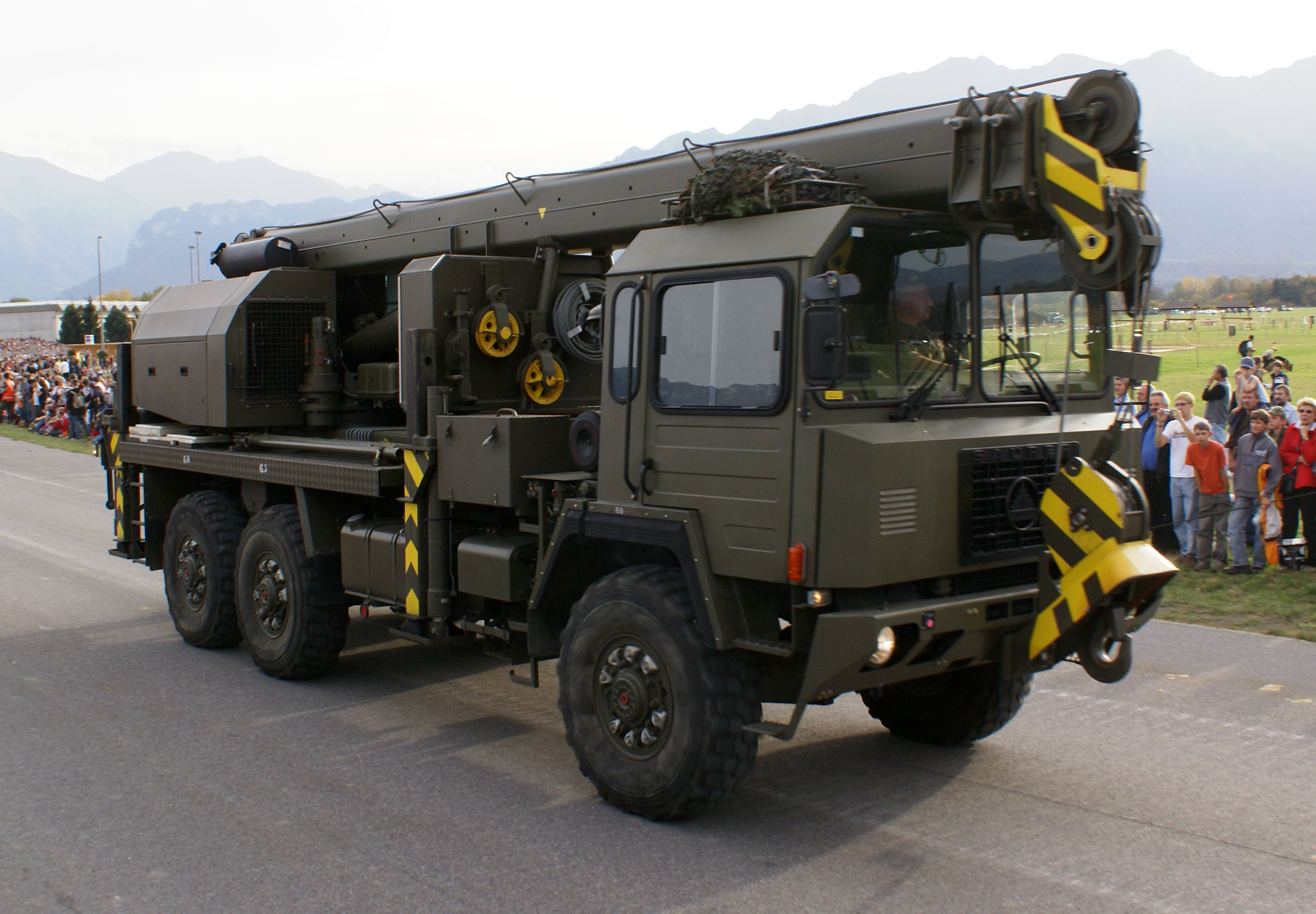
Saurer 10DM 6×6 (schwerer Lastwagen)
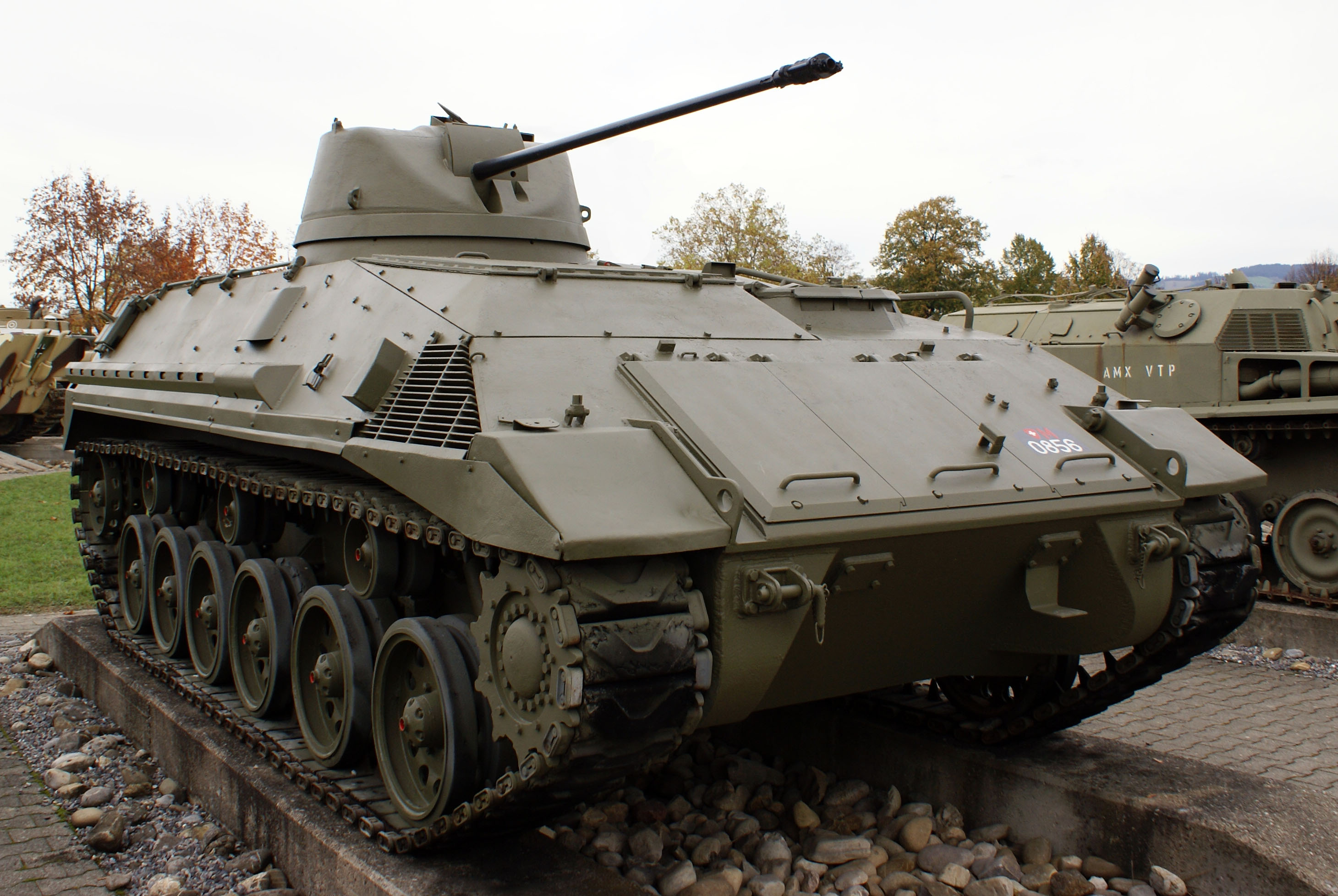
Schützenpanzer Saurer Tartaruga (Schildkröte)

- Nahkampfkanone 2